# Liste des joueurs du RFC de Liège
Cette liste reprend les 674 joueurs de football qui ont évolué au Royal Football Club de Liège depuis la fondation du club.
Date de mise à jour des joueurs et de leurs statistiques : 30 octobre 2012
- Haut – A
- B
- C
- D
- E
- F
- G
- H
- I
- J
- K
- L
- M
- N
- O
- P
- Q
- R
- S
- T
- U
- V
- W
- X
- Y
- Z

## A
| Joueur                          | Nationalité | Position       | Date de naissance | Période(s)           | Matches (dont D1) | Buts | Jaunes | Rouges |
| ------------------------------- | ----------- | -------------- | ----------------- | -------------------- | ----------------- | ---- | ------ | ------ |
| Samir Abda                      | Belgique    | ?              | 17/06/1986        | 2006-2007            | 0 (0)             | 0    | 0      | 0      |
| Jean Abeels                     | Belgique    | ?              | ?                 | 1923-1924            | 20 (20)           | 1    | 0      | 0      |
| Éric Abrams                     | Belgique    | ?              | 18/05/1957        | 1979-1980            | 1 (1)             | 0    | 0      | 0      |
| Hilario Ferreira Neto Adalberto | Belgique    | ?              | 21/07/1987        | 2010-2011            | 15 (0)            | 3    | 2      | 1      |
| Félix Ademola                   | Nigeria     | ?              | 9/09/1974         | 1994-1995            | 5 (5)             | 2    | 0      | 0      |
| Joseph Aerts                    | Belgique    | ?              | 30/04/1932        | 1950-1951            | 1 (1)             | 0    | 0      | 0      |
| Kevin Aerts                     | Belgique    | Gardien de But | 17/04/1984        | 2007-2008            | 1 (0)             | 0    | 0      | 0      |
| Roger Agneessens                | Belgique    | Gardien de But | 29/04/1922        | 1946-1952            | 0 (0)             | 0    | 0      | 0      |
| Alloysius Agu                   | Nigeria     | Gardien de but | 12/07/1967        | 1992-1994            | 18 (18)           | 0    | 1      | 1      |
| David Aktan                     | Belgique    | ?              | 5/07/1985         | 2004-2013            | 113 (0)           | 5    | 23     | 3      |
| Selcuk Alageyik                 | Turquie     | ?              | 9/12/1983         | 2010-2011            | 30 (0)            | 1    | 4      | 0      |
| Antonio Alberti                 | Belgique    | ?              | 29/10/1939        | 1960-1962            | 0 (0)             | 0    | 0      | 0      |
| Jesus De Costa Anderson         | Brésil      | ?              | 30/01/1980        | 2001-2002            | 10 (0)            | 0    | 1      | 1      |
| Morad Andich                    | Belgique    | ?              | 20/05/1985        | 2005-2007            | 21 (0)            | 2    | 0      | 0      |
| Lourenço Andrade-Feijo          | Brésil      | ?              | 19/03/1977        | 1996-1997            | 2 (0)             | 0    | 0      | 0      |
| Navarro Antonio Andrades        | Brésil      | ?              | 11/03/1955        | 1975-1976            | 0 (0)             | 0    | 0      | 0      |
| Louis Andrien                   | Belgique    | ?              | 20/10/1950        | 1971-1979            | 11 (11)           | 0    | 0      | 0      |
| René Andries                    | Belgique    | ?              | 9/03/1944         | 1966-1969            | 0 (0)             | 0    | 0      | 0      |
| Jean Anoul                      | Belgique    | ?              | ?                 | 1949-1955            | 0 (0)             | 0    | 0      | 0      |
| Léopold Anoul                   | Belgique    | Attaquant      | 19/08/1922        | 1945-1957            | 0 (0)             | 0    | 0      | 0      |
| Carmelo Arena                   | Belgique    | ?              | 14/09/1955        | 1974-1975            | 0 (0)             | 0    | 0      | 0      |
| Graham Arnold                   | Australie   | Attaquant      | 3/08/1963         | 1992-1994            | 58 (58)           | 24   | 3      | 0      |
| Joacim Arroyo                   | Belgique    | ?              | ?                 | 1900-1902            | 0 (0)             | 0    | 0      | 0      |
| Lokman Atasever                 | Belgique    | Attaquant      | 31/03/1984        | 2010                 | 12 (0)            | 0    | 2      | 0      |
| Alfred Auber                    | Belgique    | ?              | ?                 | 1903-1904            | 3 (3)             | 1    | 0      | 0      |
| Gaëtan Audoor                   | Belgique    | Défenseur      | 9/11/1986         | 2003-2010, 2012-2017 | 154 (0)           | 12   | 13     | 4      |
| Alain Austen                    | Belgique    | ?              | 21/10/1962        | 1980-1984            | 17 (17)           | 1    | 0      | 0      |
| Romuald Averna                  | Belgique    | ?              | 15/03/1984        | 2001-2002            | 6 (0)             | 1    | 0      | 0      |
| Jonathan Ayed                   | Belgique    | Gardien de But | 17/01/1991        | 2007-2009            | 0 (0)             | 0    | 0      | 0      |

## B
| Joueur                    | Nationalité                      | Position          | Date de naissance | Période(s) | Matches (dont D1) | Buts | Jaunes | Rouges |
| ------------------------- | -------------------------------- | ----------------- | ----------------- | ---------- | ----------------- | ---- | ------ | ------ |
| Malik Badji               | Sénégal                          | ?                 | 27/11/1967        | 1995-1997  | 43 (0)            | 4    | 6      | 0      |
| Urbain Baldewijns         | Belgique                         | ?                 | ?                 | 1954-1955  | 6 (6)             | 0    | 0      | 0      |
| Sreten Banović            | Yougoslavie                      | Attaquant         | 7/02/1942         | 1967-1969  | 0 (0)             | 0    | 0      | 0      |
| Yves Baré                 | Belgique                         | Milieu de terrain | 28/10/1938        | 1959-1970  | 0 (0)             | 0    | 0      | 0      |
| Emile Baresa              | Italie                           | Milieu de terrain | 28/08/1943        | 1969-1971  | 53 (53)           | 2    | 0      | 0      |
| Albert Bartholomé         | Belgique                         | ?                 | ?                 | 1923-1924  | 3 (3)             | 0    | 0      | 0      |
| Georgios Basiakos         | Belgique                         | ?                 | 18/12/1974        | 1997-1999  | 61 (0)            | 9    | 8      | 0      |
| Jeremy Bastien            | Belgique                         | ?                 | 3/06/1986         | 2004-2007  | 46 (0)            | 4    | 3      | 0      |
| Paul Bataille             | Belgique                         | Gardien de But    | 23/08/1959        | 1983-1984  | 0 (0)             | 0    | 0      | 0      |
| Paul Bataille             | Belgique                         | ?                 | ?                 | 1899-1902  | 0 (0)             | 0    | 0      | 0      |
| Pascal Beaujean           | Belgique                         | ?                 | 21/11/1978        | 1999-2000  | 4 (0)             | 0    | 0      | 0      |
| Pascal Beeken             | Belgique                         | Gardien de But    | 12/08/1973        | 1993-1995  | 13 (13)           | 0    | 0      | 0      |
| Jean Beer                 | Belgique                         | ?                 | ?                 | 1902-1903  | 4 (4)             | 0    | 0      | 0      |
| Paul Beer                 | Belgique                         | ?                 | ?                 | 1900-1906  | 0 (0)             | 0    | 0      | 0      |
| Fabian Beine              | Belgique                         | Défenseur         | 6/10/1987         | 2004-2005  | 26 (0)            | 1    | 0      | 0      |
| Vidak Bejatović           | Serbie                           | Milieu de terrain | 23/01/1968        | 1997-1999  | 44 (0)            | 2    | 10     | 1      |
| Farid Belmellat           | Algérie                          | Gardien de but    | 18/10/1970        | 1992-1993  | 5 (5)             | 0    | 0      | 0      |
| Sofian Ben Amar           | Belgique                         | ?                 | 8/11/1978         | 1998-1999  | 7 (0)             | 0    | 0      | 0      |
| Bareck Bendaha            | Belgique                         | ?                 | 30/12/1983        | 2010-2011  | 25 (0)            | 4    | 4      | 1      |
| José Berger               | Belgique                         | ?                 | 20/04/1963        | 1983-1984  | 2 (2)             | 0    | 0      | 0      |
| Romain Berger             | Belgique                         | Gardien de but    | 12/07/1990        | 2009-2010  | 9 (0)             | 0    | 0      | 0      |
| Agustin Berrocal Mena     | Belgique                         | Milieu de terrain | 21/03/1979        | 1999-2005  | 60 (0)            | 3    | 9      | 1      |
| Georget Bertoncello       | Belgique                         | ?                 | 3/09/1943         | 1964-1967  | 0 (0)             | 0    | 0      | 0      |
| Alain Bettagno            | Belgique                         | Milieu de terrain | 9/11/1968         | 2000-2002  | 16 (0)            | 5    | 2      | 0      |
| Paul Bia                  | Belgique                         | ?                 | ?                 | 1902-1903  | 0 (0)             | 0    | 0      | 0      |
| Ahmed Biga                | Belgique                         | ?                 | 9/05/1972         | 1998-1999  | 28 (0)            | 3    | 5      | 3      |
| Olivier Bilwani           | Belgique                         | Attaquant         | 9/11/1972         | 1998-1999  | 26 (0)            | 7    | 3      | 2      |
| André Binet               | Belgique                         | ?                 | 23/06/1958        | 1975-1985  | 92 (92)           | 29   | 0      | 0      |
| Werner Biskup             | Belgique                         | ?                 | 26/04/1942        | 1972-1975  | 10 (10)           | 0    | 0      | 0      |
| Claude Bissot             | Belgique                         | ?                 | 15/05/1947        | 1972-1976  | 31 (31)           | 7    | 0      | 0      |
| Raphaël Boccardo          | Belgique                         | ?                 | 23/09/1976        | 1996-1997  | 12 (0)            | 2    | 1      | 0      |
| Jacques Bodart            | Belgique                         | ?                 | ?                 | 1969-1971  | 0 (0)             | 0    | 0      | 0      |
| Jean Bodart               | Belgique                         | Gardien de But    | 17/01/1942        | 1968-1969  | 2 (2)             | 0    | 0      | 0      |
| Danny Boffin              | Belgique                         | Milieu de terrain | 10/07/1965        | 1987-1991  | 129 (129)         | 8    | 2      | 0      |
| Patrick Bollue            | Belgique                         | Défenseur         | 20/04/1989        | 2009-2010  | 2 (0)             | 0    | 0      | 0      |
| Mobutu-Sese Bomboko       | Belgique                         | ?                 | 13/03/1981        | 2002-2004  | 2 (0)             | 0    | 0      | 0      |
| Andre Bonboire            | Belgique                         | ?                 | ?                 | 1954-1955  | 1 (1)             | 0    | 0      | 0      |
| Karel Bonsink             | Pays-Bas                         | Attaquant         | 21/09/1950        | 1974-1978  | 37 (37)           | 13   | 0      | 0      |
| Gaspare Borsellino        | Belgique                         | ?                 | 5/05/1981         | 2001-2002  | 3 (0)             | 0    | 0      | 0      |
| André Bortels             | Belgique                         | ?                 | 5/09/1932         | 1956-1960  | 0 (0)             | 0    | 0      | 0      |
| Nikolce Bosevski          | Belgique                         | ?                 | 2/12/1976         | 2000-2001  | 17 (0)            | 4    | 4      | 0      |
| Jean-Marc Bosman          | Belgique                         | Milieu de terrain | 3/10/1964         | 1988-1990  | 17 (17)           | 0    | 0      | 0      |
| Jonathan Bosman           | Belgique                         | ?                 | 11/10/1991        | 2012-...   | 0 (0)             | 0    | 0      | 0      |
| Fabrice Bosny             | Belgique                         | Défenseur         | 13/10/1971        | 1995-1998  | 52 (0)            | 0    | 10     | 0      |
| Nyengo Hervé Boto Loki    | République démocratique du Congo | Milieu de terrain | 1/10/1982         | 2005-2007  | 20 (0)            | 2    | 6      | 0      |
| Auguste Bottin            | Belgique                         | ?                 | ?                 | 1923-1924  | 22 (22)           | 0    | 0      | 0      |
| Halil Bouaassam           | Belgique                         | ?                 | 16/09/1984        | 2006-2007  | 0 (0)             | 0    | 0      | 0      |
| Henri Boulanger           | Belgique                         | ?                 | ?                 | 1903-1904  | 1 (1)             | 0    | 0      | 0      |
| Émile Bourdouxhe          | Belgique                         | ?                 | ?                 | 1902-1913  | 0 (0)             | 0    | 0      | 0      |
| Hamdi Bouslama            | Belgique                         | Attaquant         | 30/01/1987        | 2012-2014  | 0 (0)             | 0    | 0      | 0      |
| Christophe Bouzid         | Belgique                         | ?                 | 26/11/1986        | 2006-2009  | 2 (0)             | 0    | 0      | 0      |
| Frédéric Bovy             | Belgique                         | ?                 | 29/08/1964        | 1983-1984  | 0 (0)             | 0    | 0      | 0      |
| Marcel Bovy               | Belgique                         | ?                 | ?                 | 1954-1955  | 0 (0)             | 0    | 0      | 0      |
| Marcel Bozet              | Belgique                         | ?                 | ?                 | 1900-1903  | 0 (0)             | 0    | 0      | 0      |
| Maurice Brackman          | Belgique                         | ?                 | 17/05/1924        | 1949-1953  | 0 (0)             | 0    | 0      | 0      |
| Jean-Claude Bras          | France                           | Milieu de terrain | 15/11/1945        | 1969-1970  | 25 (25)           | 7    | 0      | 0      |
| Gilberto Braz De Oliveira | Belgique                         | ?                 | 11/11/1984        | 2009-2010  | 12 (0)            | 0    | 1      | 0      |
| Paul Brenu                | Belgique                         | ?                 | ?                 | 1905-1906  | 1 (1)             | 0    | 0      | 0      |
| Patrice Broeders          | Belgique                         | Défenseur         | 2/09/1953         | 1971-1980  | 37 (37)           | 0    | 0      | 0      |
| Michel Brouchon           | Belgique                         | ?                 | ?                 | 1895-1999  | 0 (0)             | 0    | 0      | 0      |
| Patrick Brugmans          | Belgique                         | ?                 | 8/10/1968         | 1986-1987  | 0 (0)             | 0    | 0      | 0      |
| Domenico Bruzzese         | Belgique                         | Attaquant         | 2/05/1991         | 2008-2011  | 38 (0)            | 6    | 2      | 1      |
| Sébastien Bruzzese        | Belgique                         | Gardien de but    | 1/03/1989         | 2006-2007  | 3 (0)             | 0    | 0      | 0      |
| Steve Burlet              | Belgique                         | ?                 | 19/08/1976        | 1995-1997  | 10 (0)            | 0    | 0      | 0      |
| Kris Buvens               | Belgique                         | ?                 | 30/12/1979        | 2008-2010  | 36 (0)            | 4    | 3      | 0      |

## C
| Joueur                   | Nationalité | Position          | Date de naissance | Période(s) | Matches (dont D1) | Buts | Jaunes | Rouges |
| ------------------------ | ----------- | ----------------- | ----------------- | ---------- | ----------------- | ---- | ------ | ------ |
| Manuel Cabezas           | Belgique    | ?                 | 13/02/1986        | 2005-2006  | 1 (0)             | 0    | 1      | 0      |
| Gianni Cacciatore        | Belgique    | ?                 | 2/03/1987         | 2009-2010  | 8 (0)             | 0    | 1      | 0      |
| Bruno Cadorin            | Belgique    | ?                 | 19/02/1934        | 1953-1958  | 0 (0)             | 0    | 0      | 0      |
| Serge Cadorin            | Belgique    | ?                 | 7/09/1961         | 1980-1983  | 14 (14)           | 1    | 0      | 0      |
| Guy Caffiaux             | Belgique    | ?                 | ?                 | 1956-1958  | 0 (0)             | 0    | 0      | 0      |
| Dario Cagnazzo           | Belgique    | ?                 | 18/05/1983        | 2010-2011  | 20 (0)            | 0    | 6      | 0      |
| Milan Ćalasan            | Yougoslavie | ?                 | 29/10/1954        | 1982-1983  | 15 (15)           | 5    | 0      | 0      |
| Salvatore Cali           | Belgique    | ?                 | 2/04/1979         | 1996-2001  | 64 (0)            | 1    | 2      | 0      |
| Stéphane Callegari       | Belgique    | ?                 | 9/12/1983         | 2003-...   | 185 (0)           | 8    | 32     | 2      |
| Semih Calli              | Belgique    | ?                 | 19/09/1978        | 1999-2003  | 40 (0)            | 9    | 4      | 1      |
| Inaki Calvo              | Belgique    | ?                 | 12/02/1989        | 2010-2011  | 11 (0)            | 1    | 1      | 0      |
| Giuseppe Canale          | Belgique    | ?                 | 17/03/1977        | 2008-2010  | 45 (0)            | 2    | 7      | 1      |
| Henri Cannaerts          | Belgique    | ?                 | 24/03/1927        | 1946-1956  | 0 (0)             | 0    | 0      | 0      |
| Kevin Caprasse           | Belgique    | ?                 | 23/12/1983        | 2001-2007  | 81 (0)            | 11   | 7      | 0      |
| Louis Carré              | Belgique    | ?                 | 7/01/1925         | 1945-1959  | 0 (0)             | 0    | 0      | 0      |
| Andre Carrein            | Belgique    | ?                 | 10/08/1993        | 2010-...   | 35 (0)            | 2    | 5      | 0      |
| Gilles Cézar             | Belgique    | Défenseur         | 18/05/1988        | 2009       | 2 (0)             | 0    | 0      | 0      |
| Charles Chanet           | Belgique    | ?                 | ?                 | 1968-1971  | 0 (0)             | 0    | 0      | 0      |
| Alexis Chantraine        | Belgique    | ?                 | 16/03/1901        | 1919-1928  | 25 (25)           | 0    | 0      | 0      |
| Alexis Chantraine        | Belgique    | ?                 | 22/12/1930        | 1947-1959  | 0 (0)             | 0    | 0      | 0      |
| Robert Chantraine        | Belgique    | ?                 | 29/11/1925        | 1945-1946  | 1 (1)             | 0    | 0      | 0      |
| Louis Chartress          | Belgique    | ?                 | ?                 | 1895-1996  | 0 (0)             | 0    | 0      | 0      |
| Alfred Chatres           | France      | ?                 | ?                 | 1896-1999  | 0 (0)             | 0    | 0      | 0      |
| Charles Chatres          | France      | ?                 | ?                 | 1896-1999  | 0 (0)             | 0    | 0      | 0      |
| Léon Chaudoir            | Belgique    | ?                 | ?                 | 1905-1911  | 0 (0)             | 0    | 0      | 0      |
| Marc Chauveheid          | Belgique    | ?                 | 26/01/1978        | 1995-1996  | 1 (0)             | 0    | 0      | 0      |
| Joël Cheret              | Belgique    | ?                 | 22/01/1958        | 1976-1977  | 0 (0)             | 0    | 0      | 0      |
| Yorick Cheret            | Belgique    | ?                 | 21/01/1958        | 1976-1978  | 11 (11)           | 0    | 0      | 0      |
| Marcel Chevaux           | Belgique    | ?                 | 04/09/1947        | 1968-1971  | 11 (11)           | 0    | 0      | 0      |
| Hubert Chèvremont        | Belgique    | ?                 | 22/02/1920        | 1945-1946  | 124 (5)           | 0    | 0      | 0      |
| Jacques Chiammaglichella | Belgique    | Défenseur         | 10/03/1987        | 2006-2009  | 8 (0)             | 0    | 1      | 0      |
| Armando Cimino           | Belgique    | ?                 | 29/08/1978        | 1998-1999  | 0 (0)             | 0    | 0      | 0      |
| Mickael Citony           | Belgique    | ?                 | 21/08/1980        | 2011-2012  | 9 (0)             | 0    | 2      | 0      |
| Gert Claessens           | Belgique    | Défenseur         | 21/02/1972        | 1990-1992  | 9 (9)             | 0    | 1      | 1      |
| Edgard Claisse           | Belgique    | ?                 | ?                 | 1912-1913  | 14 (14)           | 3    | 0      | 0      |
| Lei Clijsters            | Belgique    | Défenseur         | 6/11/1956         | 1992-1993  | 21 (21)           | 0    | 1      | 0      |
| Benoit Closset           | Belgique    | ?                 | 2/04/1984         | 2007       | 13 (0)            | 0    | 2      | 0      |
| Gilles Coenen            | Belgique    | ?                 | 7/11/1984         | 2008-2009  | 0 (0)             | 0    | 0      | 0      |
| Michel Collard           | Belgique    | Défenseur         | 5/09/1963         | 1995-1996  | 17 (0)            | 0    | 2      | 1      |
| Lucien Collinet          | Belgique    | ?                 | ?                 | 1923-1924  | 1 (1)             | 1    | 0      | 0      |
| Henri Commane            | Belgique    | ?                 | ?                 | 1912-1913  | 1 (1)             | 0    | 0      | 0      |
| Raymond Corbaye          | Belgique    | ?                 | 29/04/1943        | 1967-1968  | 0 (0)             | 0    | 0      | 0      |
| Armand Cornet            | Belgique    | ?                 | ?                 | 1923-1924  | 10 (10)           | 0    | 0      | 0      |
| Daniel Cornet            | Belgique    | ?                 | ?                 | 1965-1966  | 3 (3)             | 0    | 0      | 0      |
| Claude Coulonval         | Belgique    | ?                 | 1/07/1941         | 1962-1966  | 0 (0)             | 0    | 0      | 0      |
| Paul Courant             | Belgique    | Milieu de terrain | 1/11/1949         | 1969-1976  | 209 (209)         | 34   | 0      | 0      |
| Marc Courtois            | Belgique    | ?                 | ?                 | 1973-1974  | 3 (3)             | 0    | 0      | 0      |
| Robert Coutereels        | Belgique    | ?                 | 16/08/1952        | 1970-1976  | 11 (11)           | 0    | 0      | 0      |
| Cédric Cox               | Belgique    | ?                 | 17/12/1980        | 1999-2000  | 0 (0)             | 0    | 0      | 0      |
| Luciano Crapa            | Belgique    | ?                 | 10/01/1974        | 1993-1995  | 30 (30)           | 1    | 3      | 0      |
| Hector Cribioli          | Argentine   | ?                 | 11/08/1936        | 1963-1966  | 59 (59)           | 0    | 0      | 0      |
| Frédéric Crits           | Belgique    | ?                 | 28/01/1981        | 1999-2000  | 0 (0)             | 0    | 0      | 0      |
| Grégory Crits            | Belgique    | ?                 | 9/02/1984         | 2002-2004  | 32 (0)            | 3    | 5      | 0      |
| Claude Croté             | Belgique    | Attaquant         | 14/04/1938        | 1958-1965  | 0 (0)             | 0    | 0      | 0      |
| Fabio Crucil             | Italie      | Défenseur         | 29/10/1974        | 1995-1999  | 71 (0)            | 2    | 14     | 2      |
| Ferenc Csurgai           | Belgique    | ?                 | ?                 | 1972-1973  | 0 (0)             | 0    | 0      | 0      |
| Jovan Curcic             | Belgique    | ?                 | 4/05/1941         | 1967-1976  | 31 (31)           | 0    | 0      | 0      |
| Nico Curto               | Belgique    | ?                 | 24/01/1974        | 2001-2002  | 34 (0)            | 2    | 2      | 0      |
| Giacomo Cusimano         | Belgique    | ?                 | 11/05/1977        | 1997-1998  | 10 (0)            | 0    | 1      | 0      |
| Alexandre Czerniatynski  | Belgique    | Attaquant         | 28/07/1960        | 1997-1999  | 37 (0)            | 15   | 3      | 0      |

## D
| Joueur                        | Nationalité | Position          | Date de naissance | Période(s)           | Matches (dont D1) | Buts | Rouges |   |
| ----------------------------- | ----------- | ----------------- | ----------------- | -------------------- | ----------------- | ---- | ------ | - |
| GEORGES DEMARTEAU             | Belgique    | ? DEFENSEUR       | 14 4 1942         | 1962 A 1964          | 0 (2)             | 0    | 0      | 1 |
| David D'Adamio                | Belgique    | ?                 | 21/11/1979        | 2004-2005            | 9 (0)             | 1    | 0      | 0 |
| Raphael Da Cas                | Belgique    | ?                 | 22/07/1986        | 2004-2005            | 0 (0)             | 0    | 0      | 0 |
| Jean Dachelet                 | Belgique    | ?                 | 9/08/1950         | 1973-1974            | 0 (0)             | 0    | 0      | 0 |
| Bert Daenen                   | Belgique    | Gardien de But    | 15/07/1979        | 1997-1999            | 6 (0)             | 0    | 0      | 0 |
| Tony Daenen                   | Belgique    | Gardien de But    | 15/03/1958        | 1976-1981            | 63 (63)           | 0    | 1      | 0 |
| Nasser Daineche               | Belgique    | ?                 | 6/05/1982         | 2007-2008            | 1 (0)             | 0    | 0      | 0 |
| Claude Dardenne               | Belgique    | ?                 | 14/02/1944        | 1960-1963            | 0 (0)             | 0    | 0      | 0 |
| Patrick Dardenne              | Belgique    | ?                 | 15/12/1962        | 1979-1981            | 0 (0)             | 0    | 0      | 0 |
| Jose-Luis De Alcantara        | Belgique    | ?                 | 29/11/1978        | 2000-2003            | 36 (0)            | 5    | 5      | 1 |
| Albert De Bary                | Belgique    | ?                 | ?                 | 1900-1902            | 0 (0)             | 0    | 0      | 0 |
| Manuel De Castris             | Belgique    | ?                 | 20/09/1990        | 2010-2011            | 24 (0)            | 1    | 4      | 0 |
| Roger De Condé                | Belgique    | ?                 | 18/07/1940        | 1966-1969            | 0 (0)             | 0    | 0      | 0 |
| Michel De Groote              | Belgique    | Défenseur         | 18/10/1955        | 1977-1979            | 29 (29)           | 2    | 0      | 0 |
| Jules De Kruyf                | Belgique    | ?                 | ?                 | 1949-1953            | 0 (0)             | 0    | 0      | 0 |
| Alain De Nil                  | Belgique    | Milieu de terrain | 17/08/1966        | 1994-1995            | 0 (0)             | 0    | 0      | 0 |
| Robert De Rossius D'humain    | Belgique    | ?                 | ?                 | 1895-1900            | 0 (0)             | 0    | 0      | 0 |
| Robert De Rote                | Belgique    | ?                 | ?                 | 1895-1996            | 1 (1)             | 0    | 0      | 0 |
| Jean-François De Sart         | Belgique    | Défenseur         | 18/12/1961        | 1979-1995            | 186 (186)         | 13   | 23     | 4 |
| Jacky Debougnoux              | Belgique    | Milieu de terrain | 11/10/1954        | 1971-1979            | 227 (227)         | 2    | 0      | 0 |
| Paul Deschamps                | Belgique    | Attaquant         | 17/10/1921        | 1945-1956            | 314 (314)         | 224  | 0      | 0 |
| Fernand Defalle               | Belgique    | Gardien de but    | ?                 | 1895-1905            | 49 (0)            | 0    | 0      | 0 |
| Éric Deflandre                | Belgique    | Défenseur         | 2/08/1973         | 1991-1995, 2010-2012 | 145 (93)          | 1    | 19     | 2 |
| Jean-Marc Deflandre           | Belgique    | ?                 | 2/08/1975         | 1999-2000, 2011-2012 | 10 (0)            | 0    | 0      | 0 |
| Dimitri Deflem                | Belgique    | Gardien de But    | 18/04/1984        | 2001-2004            | 0 (0)             | 0    | 0      | 0 |
| Lambert Defraigne             | Belgique    | ?                 | 20/08/1933        | 1953-1965            | 243 (243)         | 0    | 0      | 0 |
| Bruno Degotte                 | Belgique    | ?                 | ?                 | 1968-1969            | 1 (1)             | 0    | 0      | 0 |
| Joseph Delange                | Belgique    | ?                 | ?                 | 1899-1900            | 1 (0)             | 0    | 0      | 0 |
| Julien Delchambre             | Belgique    | ?                 | 11/02/1985        | 2004-2005            | 0 (0)             | 0    | 0      | 0 |
| Guy Delhasse                  | Belgique    | Gardien de but    | 19/02/1933        | 1952-1967            | 386 (386)         | 0    | 0      | 0 |
| David Dellicour               | Belgique    | ?                 | 19/11/1977        | 1996-1999            | 35 (0)            | 2    | 1      | 0 |
| Gustave Delmotte              | Belgique    | ?                 | ?                 | 1902-1908            | 0 (0)             | 0    | 0      | 0 |
| Ivan Demaret                  | Belgique    | ?                 | ?                 | 1908-1910            | 0 (0)             | 0    | 0      | 0 |
| Armand Demarteau              | Belgique    | ?                 | ?                 | 1900-1901            | 5 (5)             | 0    | 0      | 0 |
| François Demarteau            | Belgique    | ?                 | 18/01/1938        | 1965-1966            | 0 (0)             | 0    | 0      | 0 |
| Adolphe Demet                 | Belgique    | ?                 | ?                 | 1923-1924            | 0 (0)             | 0    | 0      | 0 |
| Nihad Demitapa                | Belgique    | ?                 | 1/02/1988         | 2009-2010            | 0 (0)             | 0    | 0      | 0 |
| Jean-François Demonceau       | Belgique    | ?                 | 1/08/1974         | 1992-1994            | 2 (2)             | 0    | 0      | 0 |
| Steven Depauw                 | Belgique    | ?                 | 17/05/1982        | 2009-2010            | 16 (0)            | 0    | 5      | 0 |
| Éric Depireux                 | Belgique    | Milieu de terrain | 18/02/1972        | 1997-2003            | 63 (0)            | 3    | 9      | 1 |
| Henri Depireux                | Belgique    | Milieu de terrain | 1/02/1944         | 1963-1968            | 21 (21)           | 4    | 0      | 0 |
| Michaël Descamps              | Belgique    | Gardien de But    | 5/10/1984         | 2001-2010            | 49 (0)            | 0    | 0      | 0 |
| René Deschryver               | Belgique    | ?                 | ?                 | 1902-1908            | 0 (0)             | 0    | 0      | 0 |
| Jessy Dessouroux              | Belgique    | ?                 | 6/01/1988         | 2006-2007            | 1 (0)             | 0    | 0      | 0 |
| Fernand Dethine               | Belgique    | ?                 | ?                 | 1923-1924            | 5 (5)             | 0    | 0      | 0 |
| Nico Dewalque                 | Belgique    | Défenseur         | 20/09/1945        | 1976-1979            | 3 (3)             | 0    | 0      | 0 |
| Albert D'Heur                 | Belgique    | ?                 | ?                 | 1900-1902            | 0 (0)             | 0    | 0      | 0 |
| Alexandre Di Gregorio         | Belgique    | ?                 | 12/02/1980        | 1996-1999            | 37 (0)            | 3    | 3      | 0 |
| Philippe Di Maria             | Belgique    | ?                 | 11/12/1984        | 2002-2005            | 39 (0)            | 4    | 4      | 0 |
| Drissa Diallo                 | Mauritanie  | Défenseur         | 4/01/1973         | 1996-1998            | 49 (0)            | 0    | 10     | 3 |
| Gil Diaz                      | Belgique    | Gardien de But    | 4/01/1968         | 1986-1987            | 0 (0)             | 0    | 0      | 0 |
| Beyodode Hans Dibi            | Belgique    | ?                 | 23/06/1988        | 2009-2010            | 24 (0)            | 0    | 6      | 2 |
| Vincent Dirix                 | Belgique    | ?                 | 1/10/1963         | 1982-1985            | 0 (0)             | 0    | 0      | 0 |
| Georges Discry                | Belgique    | ?                 | ?                 | 1912-1913            | 12 (12)           | 1    | 0      | 0 |
| Serge Djamba-Shango           | Belgique    | ?                 | 20/02/1982        | 2007-...             | 54 (0)            | 4    | 7      | 1 |
| Louis Dodet                   | Belgique    | ?                 | 16/03/1932        | 1948-1958            | 0 (0)             | 0    | 0      | 0 |
| Jacques Doffiny               | Belgique    | ?                 | ?                 | 1950-1951            | 1 (1)             | 0    | 0      | 0 |
| Francisco Dominguez Hernandez | Belgique    | ?                 | 17/05/1984        | 2005-2006            | 1 (0)             | 0    | 0      | 0 |
| César Luis Dos Santos         | Belgique    | ?                 | 21/05/1969        | 1993-1996            | 3 (3)             | 0    | 0      | 0 |
| Pierre Drouguet               | Belgique    | Gardien de But    | 2/05/1962         | 1981-1987            | 90 (90)           | 0    | 3      | 1 |
| Sébastien Dubois              | Belgique    | ?                 | 30/08/1986        | 2007-2008            | 0 (0)             | 0    | 0      | 0 |
| Marcel Duchesne               | Belgique    | ?                 | 3/01/1922         | 1945-1951            | 0 (0)             | 0    | 0      | 0 |
| Marcel Dumont                 | Belgique    | ?                 | ?                 | 1908-1909            | 5 (5)             | 0    | 0      | 0 |
| Cyrille Dupain                | Belgique    | ?                 | ?                 | 1957-1964            | 0 (0)             | 0    | 0      | 0 |
| Grégory Durka                 | Belgique    | ?                 | 24/11/1977        | 1996-1997            | 2 (0)             | 0    | 0      | 0 |
| Kevin Durka                   | Belgique    | ?                 | 10/04/1986        | 2006-2007            | 0 (0)             | 0    | 0      | 0 |

## E
| Joueur             | Nationalité | Position          | Date de naissance | Période(s)           | Matches (dont D1) | Buts | Jaunes | Rouges |
| ------------------ | ----------- | ----------------- | ----------------- | -------------------- | ----------------- | ---- | ------ | ------ |
| Petit-Guy Ekwalla  | Belgique    | ?                 | 11/03/1972        | 2003-2004            | 9 (0)             | 1    | 0      | 0      |
| Najib El Abbadi    | Belgique    | Attaquant         | 7/03/1981         | 2008-2009            | 0 (0)             | 0    | 0      | 0      |
| Soufiene El Khadri | Belgique    | ?                 | 17/03/1981        | 1998-2001, 2008-2010 | 49 (0)            | 2    | 7      | 0      |
| Joël Elaerts       | Belgique    | ?                 | 28/11/1957        | 1976-1979            | 1 (1)             | 0    | 0      | 0      |
| Alexandre Éloy     | Belgique    | ?                 | 14/08/1992        | 2010-2011            | 14 (0)            | 0    | 2      | 0      |
| Gaëtan Englebert   | Belgique    | Défenseur         | 11/06/1976        | 1995-1997            | 59 (0)            | 7    | 3      | 1      |
| Christophe Ergo    | Belgique    | ?                 | 26/11/1968        | 1987-1988            | 1 (1)             | 0    | 0      | 0      |
| Luc Ernès          | Belgique    | Attaquant         | 24/02/1965        | 1983-1994            | 241 (187)         | 83   | 18     | 1      |
| Jean-Marc Ernest   | Belgique    | Milieu de terrain | 14/05/1964        | 1986-1987            | 4 (4)             | 0    | 0      | 0      |
| Yves Essende       | Zaïre       | Attaquant         | 28/08/1968        | 1994-1995            | 12 (12)           | 2    | 2      | 0      |
| Marcel Evrard      | Belgique    | ?                 | ?                 | 1912-1913            | 1 (1)             | 0    | 0      | 0      |
| Paul Evrard        | Belgique    | ?                 | ?                 | 1912-1913            | 7 (7)             | 1    | 0      | 0      |

## F
| Joueur                     | Nationalité | Position          | Date de naissance | Période(s) | Matches (dont D1) | Buts | Jaunes | Rouges |
| -------------------------- | ----------- | ----------------- | ----------------- | ---------- | ----------------- | ---- | ------ | ------ |
| Léon Fabry                 | Belgique    | ?                 | 24/02/1919        | 1936-1946  | 7 (7)             | 1    | 0      | 0      |
| Khalilou Fadiga            | Sénégal     | Attaquant         | 30/12/1974        | 1994-1995  | 26 (26)           | 5    | 7      | 0      |
| Ettore Faganello           | Belgique    | ?                 | 9/08/1958         | 1975-1976  | 2 (2)             | 0    | 0      | 0      |
| Desire Fastre              | Belgique    | ?                 | ?                 | 1951-1954  | 0 (0)             | 0    | 0      | 0      |
| Marcelo Fernando Da Silva  | Belgique    | ?                 | 6/01/1978         | 2003-2004  | 25 (0)            | 2    | 3      | 0      |
| Paulo Jorge Ferreira Pinto | Belgique    | ?                 | 23/03/1981        | 2004-2005  | 2 (0)             | 0    | 0      | 0      |
| Arsène Festraets           | Belgique    | Milieu de terrain | 19/04/1921        | 1941-1949  | 0 (0)             | 0    | 0      | 0      |
| Philippe Florkin           | Belgique    | Attaquant         | 25/10/1980        | 2001-2002  | 0 (0)             | 0    | 0      | 0      |
| Aboubacar Fofana           | Guinée      | Attaquant         | 9/09/1983         | 2006-2007  | 12 (0)            | 1    | 2      | 0      |
| Ronald Foguenne            | Belgique    | Milieu de terrain | 10/08/1970        | 1990-1993  | 82 (70)           | 7    | 9      | 0      |
| Jimmy Fortemps             | Belgique    | Gardien de but    | 9/09/1980         | 1998-2006  | 12 (0)            | 0    | 0      | 0      |
| Anthony Frana              | Belgique    | ?                 | 16/03/1988        | 2006-2008  | 3 (0)             | 0    | 1      | 0      |
| Adrien François            | Belgique    | ?                 | 30/05/1990        | 2011-...   | 20 (0)            | 0    | 7      | 0      |
| Guy François               | Belgique    | ?                 | 27/07/1957        | 1982-1987  | 97 (97)           | 36   | 3      | 2      |
| Andrea Furleo Semeraro     | Belgique    | ?                 | 7/04/1990         | 2010-2011  | 0 (0)             | 0    | 0      | 0      |

## G
| Joueur                 | Nationalité | Position          | Date de naissance | Période(s)           | Matches (dont D1) | Buts | Jaunes | Rouges |
| ---------------------- | ----------- | ----------------- | ----------------- | -------------------- | ----------------- | ---- | ------ | ------ |
| Stéphane Gabrys        | Belgique    | ?                 | 10/10/1942        | 1960-1964            | 0 (0)             | 0    | 0      | 0      |
| Michaël Galan Orchida  | Belgique    | ?                 | 4/11/1979         | 1998-2001            | 42 (0)            | 1    | 5      | 1      |
| Bekim Ganiu            | Macédoine   | Milieu de terrain | 15/04/1972        | 1995-1996            | 29 (0)            | 8    | 2      | 0      |
| Andy Garcia Valderrama | Belgique    | ?                 | 19/09/1986        | 2004-2006            | 14 (0)            | 2    | 0      | 0      |
| Jean-Louis Gaspard     | Belgique    | ?                 | 13/12/1956        | 1979-1982            | 63 (63)           | 1    | 3      | 0      |
| Marcin Gdowski         | Belgique    | Attaquant         | 25/05/1979        | 1996-1998            | 3 (0)             | 0    | 0      | 0      |
| Joseph Geelen          | Belgique    | ?                 | ?                 | 1953-1959            | 0 (0)             | 0    | 0      | 0      |
| Gunther Genschick      | Belgique    | ?                 | 12/07/1945        | 1965-1971            | 60 (60)           | 5    | 0      | 0      |
| Gert Geraerts          | Belgique    | ?                 | 12/01/1982        | 2010-2011            | 29 (0)            | 0    | 7      | 1      |
| Joseph Gérard          | Belgique    | ?                 | ?                 | 1947-1948            | 1 (1)             | 0    | 0      | 0      |
| Olivier Gérard         | Belgique    | ?                 | ?                 | 1923-1924            | 13 (13)           | 0    | 0      | 0      |
| Jean-Louis Gerits      | Belgique    | ?                 | 24/02/1966        | 1986-1987            | 0 (0)             | 0    | 0      | 0      |
| Marc Germay            | Belgique    | ?                 | 6/09/1949         | 1968-1972            | 30 (30)           | 0    | 0      | 0      |
| Willy Geurts           | Belgique    | Attaquant         | 30/01/1954        | 1984-1986            | 32 (32)           | 24   | 1      | 0      |
| Fernand Gevers         | Belgique    | ?                 | ?                 | 1912-1924            | 0 (0)             | 0    | 0      | 0      |
| Mehdi Ghafghaf         | Belgique    | ?                 | 30/11/1978        | 2004-2005            | 12 (0)            | 0    | 2      | 1      |
| Léopold Giet           | Belgique    | ?                 | ?                 | 1909-1910            | 0 (0)             | 0    | 0      | 0      |
| Jules Gilkin           | Belgique    | ?                 | ?                 | 1965-1966            | 0 (0)             | 0    | 0      | 0      |
| Guillaume Gillet       | Belgique    | Milieu de terrain | 9/03/1984         | 2002-2004            | 32 (0)            | 2    | 3      | 0      |
| Louis Gillon           | Belgique    | ?                 | ?                 | 1902-1908            | 0 (0)             | 0    | 0      | 0      |
| René Gillon            | Belgique    | ?                 | ?                 | 1895-1900            | 0 (0)             | 0    | 0      | 0      |
| Didier Gilon           | Belgique    | ?                 | 26/12/1956        | 1974-1975            | 0 (0)             | 0    | 0      | 0      |
| Moreno Giusto          | Belgique    | ?                 | 3/11/1961         | 1980-1995            | 207 (195)         | 2    | 36     | 7      |
| Nicholas Gkinios       | Belgique    | ?                 | 5/09/1985         | 2009-2010            | 5 (0)             | 1    | 2      | 0      |
| Emmanuel Godfroid      | Belgique    | Milieu de terrain | 16/08/1972        | 1991-1994, 2004-2006 | 79 (50)           | 12   | 13     | 0      |
| Auguste Goessens       | Belgique    | ?                 | 20/06/1943        | 1963-1971            | 172 (172)         | 5    | 0      | 0      |
| François Goffin        | Belgique    | ?                 | ?                 | 1923-1924            | 2 (2)             | 0    | 0      | 0      |
| Marcel Goffin          | Belgique    | ?                 | ?                 | 1904-1906            | 0 (0)             | 0    | 0      | 0      |
| Albert Gomez           | Belgique    | ?                 | ?                 | 1906-1909            | 0 (0)             | 0    | 0      | 0      |
| Laurent Gomez          | Belgique    | Milieu de terrain | 24/08/1984        | 2008-2010            | 43 (0)            | 4    | 4      | 0      |
| Sébastien Gonzatti     | Belgique    | ?                 | 28/11/1986        | 2007-2010            | 8 (0)             | 0    | 4      | 0      |
| Henri Goossens         | Belgique    | ?                 | 11/09/1955        | 1978-1979            | 5 (5)             | 0    | 0      | 0      |
| Henri Govard           | Belgique    | ?                 | 2/02/1922         | 1945-1950            | 0 (0)             | 0    | 0      | 0      |
| Ludovic Govoni         | Belgique    | Gardien de but    | 29/09/1984        | 2003-2009            | 147 (0)           | 0    | 7      | 2      |
| Roman Graczyk          | Belgique    | Gardien de but    | 23/12/1993        | 2010-...             | 9 (0)             | 0    | 0      | 1      |
| Joseph Graindorge      | Belgique    | ?                 | ?                 | 1909-1913            | 0 (0)             | 0    | 0      | 0      |
| Wilfrid Grandisson     | France      | Attaquant         | 11/02/1986        | 2009-2010            | 11 (0)            | 1    | 3      | 0      |
| Christophe Grégoire    | Belgique    | Milieu de terrain | 20/04/1980        | 1998-2000            | 36 (0)            | 7    | 5      | 0      |
| Gvidas Grigas          | Belgique    | ?                 | 19/01/1980        | 2009-2010            | 11 (0)            | 0    | 0      | 1      |
| Didier Grolet          | Belgique    | ?                 | 12/12/1964        | 1982-1983            | 0 (0)             | 0    | 0      | 0      |
| Marlone Gualda         | Belgique    | ?                 | 12/07/1988        | 2008-2009            | 0 (0)             | 0    | 0      | 0      |
| Stéphane Gudelj        | Belgique    | ?                 | 25/02/1964        | 1980-1981            | 0 (0)             | 0    | 0      | 0      |
| Joël Guillaume         | Belgique    | ?                 | 11/12/1973        | 1993-1996            | 18 (5)            | 0    | 2      | 0      |
| Patrick Gusbin         | Belgique    | Gardien de but    | 25/10/1965        | 1984-1990            | 7 (7)             | 0    | 0      | 0      |
| Philippe Gustin        | Belgique    | ?                 | 14/09/1962        | 1979-1980            | 0 (0)             | 0    | 0      | 0      |

## H
| Joueur                  | Nationalité | Position       | Date de naissance | Période(s) | Matches (dont D1) | Buts | Jaunes | Rouges |
| ----------------------- | ----------- | -------------- | ----------------- | ---------- | ----------------- | ---- | ------ | ------ |
| Thierry Habets          | Belgique    | ?              | 30/07/1971        | 1993-1995  | 24 (24)           | 1    | 1      | 0      |
| Bernard Habrant         | Belgique    | ?              | 23/09/1960        | 1978-1993  | 166 (166)         | 1    | 9      | 2      |
| Ian Hamilton            | Belgique    | ?              | 21/07/1956        | 1983-1985  | 0 (0)             | 6    | 0      | 0      |
| Jean-Marie Hannay       | Belgique    | ?              | 14/09/1951        | 1970-1979  | 55 (55)           | 3    | 0      | 0      |
| Henri Hanot             | Belgique    | ?              | ?                 | 1907-1913  | 0 (0)             | 0    | 0      | 0      |
| Oscar Hault             | Belgique    | ?              | ?                 | 1912-1913  | 1 (1)             | 0    | 0      | 0      |
| Nicolas Heinen          | Belgique    | ?              | 19/09/1981        | 2004-2005  | 1 (0)             | 0    | 0      | 0      |
| Oscar Henaut            | Belgique    | ?              | 18/12/1929        | 1949-1951  | 0 (0)             | 0    | 0      | 0      |
| Marc Hendrick           | Belgique    | ?              | 16/04/1984        | 2002-2005  | 43 (0)            | 0    | 2      | 0      |
| Roger Henrotay          | Belgique    | Attaquant      | 28/05/1949        | 1979-1984  | 87 (87)           | 11   | 4      | 0      |
| Boris Henry             | Belgique    | ?              | 18/09/1970        | 1988-1995  | 53 (53)           | 0    | 9      | 1      |
| Paul Henry              | Belgique    | ?              | 30/01/1967        | 1989-1990  | 0 (0)             | 0    | 0      | 0      |
| Henri Herman            | Belgique    | ?              | ?                 | 1958-1962  | 0 (0)             | 0    | 0      | 0      |
| Davy Heymans            | Belgique    | ?              | 7/08/1978         | 2007-2008  | 17 (0)            | 3    | 2      | 1      |
| Charles Hickson Stedall | Belgique    | ?              | ?                 | 1895-1903  | 0 (0)             | 0    | 0      | 0      |
| Stanley Hickson Stedall | Belgique    | ?              | ?                 | 1895-1901  | 0 (0)             | 0    | 0      | 0      |
| Gaël Hiroux             | France      | Attaquant      | 3/08/1980         | 2001-2002  | 13 (0)            | 6    | 1      | 0      |
| A. J. Hodgson           | Belgique    | ?              | ?                 | 1895-1996  | 5 (5)             | 1    | 0      | 0      |
| Tarik Hodžić            | Yougoslavie | Attaquant      | 1/12/1951         | 1979-1981  | 50 (50)           | 18   | 3      | 0      |
| Thomas Hony             | Belgique    | ?              | 8/05/1991         | 2010-2012  | 20 (0)            | 1    | 5      | 0      |
| Dauns Hopkins           | Belgique    | ?              | ?                 | 1899-1900  | 1 (1)             | 0    | 0      | 0      |
| Maurice Hotermans       | Belgique    | ?              | ?                 | 1909-1910  | 0 (0)             | 0    | 0      | 0      |
| Michel Houart           | Belgique    | ?              | 7/12/1967         | 1988-1990  | 5 (5)             | 0    | 0      | 0      |
| Jean-Marie Houben       | Belgique    | Défenseur      | 24/11/1966        | 1984-1991  | 74 (74)           | 3    | 8      | 0      |
| Théophile Houbrechts    | Belgique    | ?              | ?                 | 1948-1949  | 1 (1)             | 0    | 0      | 0      |
| Xavier Houdret          | Belgique    | ?              | ?                 | 1895-1997  | 0 (0)             | 0    | 0      | 0      |
| Denis Houf              | Belgique    | Attaquant      | 16/02/1932        | 1964-1968  | 0 (0)             | 0    | 0      | 0      |
| Hervé Houlmont          | Belgique    | Défenseur      | 21/11/1975        | 2004-2005  | 25 (0)            | 4    | 8      | 0      |
| Guy Hubart              | Belgique    | Gardien de but | 23/02/1960        | 1979-1984  | 38 (38)           | 0    | 0      | 0      |
| Ryan Hugues             | Belgique    | ?              | ?                 | 1899-1905  | 0 (0)             | 0    | 0      | 0      |
| François Humblet        | Belgique    | ?              | 24/04/1981        | 1999-2001  | 2 (0)             | 0    | 0      | 0      |

## I
| Joueur              | Nationalité | Position          | Date de naissance | Période(s) | Matches (dont D1) | Buts | Jaunes | Rouges |
| ------------------- | ----------- | ----------------- | ----------------- | ---------- | ----------------- | ---- | ------ | ------ |
| Dimitri Iakovlevski | Belgique    | Attaquant         | 9/05/1988         | 2010-2011  | 28 (0)            | 9    | 2      | 0      |
| Carmelo Iemmolo     | Belgique    | ?                 | 27/08/1967        | 1989-1990  | 1 (1)             | 0    | 0      | 0      |
| Jamal Ikharazen     | Belgique    | ?                 | 31/10/1978        | 2006-2007  | 0 (0)             | 0    | 0      | 0      |
| Victor Ikpeba       | Nigeria     | Attaquant         | 12/06/1973        | 1989-1993  | 79 (79)           | 27   | 8      | 0      |
| Hasan Ingin         | Belgique    | ?                 | 25/11/1981        | 1998-2000  | 2 (0)             | 0    | 0      | 0      |
| Vincenzo Ippollito  | Belgique    | ?                 | 9/08/1960         | 1978-1979  | 0 (0)             | 0    | 0      | 0      |
| Magalhaes Isaias    | Brésil      | Milieu de terrain | 29/11/1973        | 2002-2003  | 2 (0)             | 0    | 0      | 0      |

## J
| Joueur             | Nationalité | Position  | Date de naissance | Période(s) | Matches (dont D1) | Buts | Jaunes | Rouges |
| ------------------ | ----------- | --------- | ----------------- | ---------- | ----------------- | ---- | ------ | ------ |
| Fabien Jacobs      | Belgique    | ?         | 5/08/1967         | 1986-1987  | 0 (0)             | 0    | 0      | 0      |
| Lasha Jakobia      | Géorgie     | Attaquant | 20/08/1980        | 1999-2000  | 0 (0)             | 0    | 0      | 0      |
| Hendrikus Janssen  | Belgique    | ?         | 8/08/1953         | 1978-1979  | 11 (11)           | 0    | 0      | 0      |
| Louis Janssens     | Belgique    | ?         | 25/09/1932        | 1947-1954  | 0 (0)             | 0    | 0      | 0      |
| Waldemar Jaskulski | Pologne     | ?         | 23/04/1968        | 1999-2000  | 27 (0)            | 0    | 9      | 2      |
| Stephane Jaspart   | Belgique    | ?         | 23/08/1979        | 1998-1999  | 1 (0)             | 0    | 0      | 0      |
| Léopold Jehasse    | Belgique    | ?         | ?                 | 1956-1960  | 0 (0)             | 0    | 0      | 0      |
| Sébastien Joly     | Belgique    | ?         | 10/01/1979        | 1997-1999  | 16 (0)            | 0    | 4      | 0      |
| Elmar Jürgens      | Allemagne   | Attaquant | 13/10/1954        | 1981-1983  | 43 (43)           | 12   | 0      | 0      |
| Casimir Jurkiewicz | Pologne     | ?         | 9/05/1948         | 1971-1978  | 23 (23)           | 1    | 0      | 0      |

## K
| Joueur                  | Nationalité                      | Position          | Date de naissance | Période(s)           | Matches (dont D1) | Buts | Jaunes | Rouges |
| ----------------------- | -------------------------------- | ----------------- | ----------------- | -------------------- | ----------------- | ---- | ------ | ------ |
| Tresor Kadima           | Belgique                         | ?                 | 24/11/1983        | 2002-2004            | 24 (0)            | 0    | 1      | 0      |
| Tarik Kasmi             | Belgique                         | ?                 | 2/01/1991         | 2009-2011            | 26 (0)            | 3    | 0      | 0      |
| René Kelecom            | Belgique                         | ?                 | ?                 | 1899-1907            | 0 (0)             | 0    | 0      | 0      |
| Raphaël Keutiens        | Belgique                         | ?                 | 26/02/1977        | 1997-1998            | 20 (0)            | 4    | 1      | 0      |
| Marcel Keyeux           | Belgique                         | ?                 | ?                 | 1954-1958            | 0 (0)             | 0    | 0      | 0      |
| Tarik Kharif            | Belgique                         | ?                 | 16/09/1976        | 2001-2002            | 32 (0)            | 7    | 4      | 1      |
| Patrick Kibonge         | Belgique                         | ?                 | 5/12/1983         | 2003-2004            | 3 (0)             | 0    | 0      | 1      |
| Sébastien Kilola        | Belgique                         | ?                 | 11/09/1937        | 1961-1964            | 0 (0)             | 0    | 0      | 0      |
| Donatien Kimoni         | Belgique                         | ?                 | 7/10/1973         | 1992-1995            | 29 (29)           | 3    | 1      | 0      |
| Serge-Didier Kimoni     | Belgique                         | Défenseur         | 8/03/1965         | 1998-1999            | 19 (0)            | 0    | 7      | 0      |
| Papy Kimoto             | République démocratique du Congo | Attaquant         | 22/07/1976        | 2008, 2011-2012      | 41 (0)            | 27   | 3      | 0      |
| Christophe Kinet        | Belgique                         | Milieu de terrain | 31/12/1974        | 1994-1995, 2005-2011 | 148 (26)          | 13   | 41     | 11     |
| Jacques Kingambo        | Belgique                         | ?                 | 4/01/1962         | 1992-1995            | 51 (51)           | 1    | 2      | 0      |
| Mehmet Sarper Kiskaç    | Turquie                          | ?                 | 9/07/1990         | 2010-2011            | 2 (0)             | 0    | 1      | 0      |
| Albert Klein            | Belgique                         | ?                 | ?                 | 1964-1966            | 0 (0)             | 0    | 0      | 0      |
| Henri Klein             | Belgique                         | ?                 | 14/04/1944        | 1964-1966            | 0 (0)             | 0    | 0      | 0      |
| Gerard Kleinerman       | Belgique                         | ?                 | ?                 | 1895-1900            | 0 (0)             | 0    | 0      | 0      |
| Wilfried Klinge         | Allemagne                        | ?                 | 15/08/1950        | 1977-1978            | 21 (21)           | 11   | 0      | 0      |
| Geert Knapen            | Belgique                         | Attaquant         | 20/12/1972        | 1996-1997            | 31 (0)            | 7    | 5      | 1      |
| Slobodan Kojovic        | Belgique                         | ?                 | 1/01/1952         | 1980-1982            | 27 (27)           | 3    | 1      | 0      |
| Evans Kondogbia         | République centrafricaine        | ?                 | 3/05/1989         | 2011-...             | 19 (0)            | 6    | 4      | 0      |
| Jean Kooren             | Belgique                         | ?                 | ?                 | 1919-1924            | 13 (13)           | 0    | 0      | 0      |
| Jean-François Kornetzky | France                           | Gardien de but    | 28/07/1982        | 2001-2002            | 3 (0)             | 0    | 0      | 0      |
| Kenan Köse              | Turquie                          | Milieu de terrain | 22/10/1984        | 2004-2005            | 21 (0)            | 2    | 4      | 1      |
| Nicolas Kostic          | Belgique                         | ?                 | 28/04/1978        | 2006-2007            | 5 (0)             | 0    | 0      | 0      |
| Aleksander Kozlina      | Yougoslavie                      | ?                 | 20/12/1939        | 1966-1970            | 0 (0)             | 0    | 0      | 0      |
| Joachim Kramer          | Belgique                         | ?                 | ?                 | 1970-1971            | 1 (1)             | 0    | 0      | 0      |
| Karoly Kremer           | Belgique                         | ?                 | 8/02/1947         | 1972-1976            | 32 (32)           | 2    | 0      | 0      |
| Eddie Krnčević          | Australie                        | Attaquant         | 14/08/1960        | 1990-1992            | 38 (38)           | 6    | 2      | 0      |
| Hendrie Krüzen          | Pays-Bas                         | Attaquant         | 24/11/1964        | 1991-1992            | 25 (25)           | 3    | 3      | 0      |
| Mehdi Kutz              | Belgique                         | ?                 | 16/05/1981        | 1999-2005            | 13 (0)            | 0    | 1      | 1      |
| Henri Kuypers           | Belgique                         | ?                 | ?                 | 1923-1924            | 1 (1)             | 0    | 0      | 0      |
| Pierre Kuypers          | Belgique                         | ?                 | 23/02/1954        | 1974-1983            | 119 (119)         | 11   | 4      | 0      |

## L
| Joueur                | Nationalité                      | Position          | Date de naissance | Période(s)           | Matches (dont D1) | Buts | Jaunes | Rouges |
| --------------------- | -------------------------------- | ----------------- | ----------------- | -------------------- | ----------------- | ---- | ------ | ------ |
| Raphael La Rocca      | Belgique                         | ?                 | 9/04/1987         | 2004-2006            | 1 (0)             | 0    | 0      | 0      |
| Mounir Laayoune       | Belgique                         | ?                 | 3/08/1981         | 2005-2006            | 6 (0)             | 0    | 1      | 0      |
| Nicolas Lacroix       | Belgique                         | ?                 | 24/03/1985        | 2003-2010            | 128 (0)           | 5    | 14     | 1      |
| Théo Lacroix          | Belgique                         | Milieu de terrain | 2/10/1922         | 1945-1951            | 0 (0)             | 0    | 0      | 0      |
| Lambert Lairesse      | Belgique                         | ?                 | ?                 | 1923-1928            | 24 (24)           | 0    | 0      | 0      |
| Istvan Lakner         | Belgique                         | ?                 | 21/04/1953        | 1973-1978            | 24 (24)           | 4    | 0      | 0      |
| Hamide Lamara         | Belgique                         | ?                 | 14/06/1974        | 1998-1999, 2003-2004 | 41 (0)            | 5    | 4      | 1      |
| Ludovic Lambert       | Belgique                         | ?                 | 2/06/1980         | 2007-2008            | 22 (0)            | 5    | 3      | 0      |
| Raoul Lambinon        | Belgique                         | ?                 | 19/08/1919        | 1945-1949            | 0 (0)             | 0    | 0      | 0      |
| Jacques Lambotte      | Belgique                         | ?                 | 20/07/1949        | 1967-1971            | 0 (0)             | 0    | 0      | 0      |
| Nicolas Lapaix        | Belgique                         | ?                 | 24/11/1982        | 2007-2008            | 7 (0)             | 0    | 2      | 0      |
| Vojin Lazarević       | Yougoslavie                      | Attaquant         | 22/02/1942        | 1970-1971            | 6 (6)             | 1    | 0      | 0      |
| Harijs Lazdiņš        | Union soviétique                 | ?                 | ?                 | 1948-1949            | 0 (0)             | 0    | 0      | 0      |
| Frédéric Lebe         | Belgique                         | Milieu de terrain | 10/06/1980        | 1998-1999            | 10 (0)            | 0    | 0      | 0      |
| Edmond Leboutte       | Belgique                         | ?                 | ?                 | 1901-1902            | 2 (2)             | 1    | 0      | 0      |
| Jean-Michel Lecloux   | Belgique                         | ?                 | 29/04/1958        | 1976-1981            | 87 (87)           | 18   | 3      | 0      |
| Jean-François Lecomte | Belgique                         | Gardien de but    | 17/11/1968        | 1989-1997            | 136 (79)          | 0    | 9      | 3      |
| Joseph Lecrenier      | Belgique                         | ?                 | ?                 | 1954-1955            | 6 (6)             | 3    | 0      | 0      |
| Adolphe Ledoux        | Belgique                         | ?                 | ?                 | 1923-1924            | 0 (0)             | 0    | 0      | 0      |
| Léopold Ledoux        | Belgique                         | ?                 | ?                 | 1912-1913            | 3 (3)             | 0    | 0      | 0      |
| Jean Leenaerts        | Belgique                         | ?                 | ?                 | 1964-1967            | 0 (0)             | 0    | 0      | 0      |
| Hans Leenders         | Belgique                         | Défenseur         | 21/09/1980        | 1998-1999            | 3 (0)             | 0    | 0      | 0      |
| Jonathan Lefevre      | Belgique                         | ?                 | 9/12/1986         | 2009-2010            | 3 (0)             | 0    | 0      | 0      |
| Lucien Legrand        | Belgique                         | ?                 | ?                 | 1923-1924            | 1 (1)             | 0    | 0      | 0      |
| Guillaume Legros      | Belgique                         | Attaquant         | 8/11/1982         | 2007-2010            | 73 (0)            | 29   | 11     | 1      |
| Jean-Sébastien Legros | Belgique                         | Défenseur         | 16/02/1981        | 2007-2010            | 79 (0)            | 21   | 14     | 0      |
| Émile Lejeune         | Belgique                         | Défenseur         | 17/02/1938        | 1959-1970            | 0 (0)             | 0    | 0      | 0      |
| Fernand Leloup        | Belgique                         | ?                 | ?                 | 1907-1910            | 0 (0)             | 0    | 0      | 0      |
| Franz Lemaire         | Belgique                         | ?                 | ?                 | 1957-1960            | 0 (0)             | 0    | 0      | 0      |
| Albert Lemaitre       | Belgique                         | ?                 | ?                 | 1908-1913            | 0 (0)             | 0    | 0      | 0      |
| Jean Lemmens          | Belgique                         | ?                 | ?                 | 1947-1948            | 1 (1)             | 0    | 0      | 0      |
| Carl Lenger           | Belgique                         | ?                 | ?                 | 1905-1906            | 1 (1)             | 0    | 0      | 0      |
| Raoul Lenger          | Belgique                         | ?                 | ?                 | 1900-1911            | 0 (0)             | 0    | 0      | 0      |
| Robert Lenger         | Belgique                         | ?                 | ?                 | 1900-1910            | 0 (0)             | 0    | 0      | 0      |
| Philippe Lenglois     | Belgique                         | ?                 | 16/08/1972        | 1992-1995            | 50 (50)           | 1    | 7      | 2      |
| Georges Leroy         | Belgique                         | ?                 | ?                 | 1904-1905            | 2 (2)             | 0    | 0      | 0      |
| Martin Leroy          | Belgique                         | ?                 | 10/11/1994        | 2012-...             | 0 (0)             | 0    | 0      | 0      |
| Osvaldo Lesti         | Belgique                         | ?                 | 2/08/1950         | 1968-1978            | 13 (13)           | 0    | 0      | 0      |
| Jean-Marie Letawe     | Belgique                         | Milieu de terrain | 30/11/1936        | 1954-1965            | 0 (0)             | 0    | 0      | 0      |
| Patrice Leunen        | Belgique                         | ?                 | 27/01/1957        | 1974-1978            | 60 (60)           | 4    | 0      | 0      |
| René Levy             | Belgique                         | ?                 | ?                 | 1905-1906            | 0 (0)             | 0    | 0      | 0      |
| Oscar Leynen          | Belgique                         | ?                 | ?                 | 1909-1913            | 0 (0)             | 0    | 0      | 0      |
| Leon L'Hoest          | Belgique                         | ?                 | ?                 | 1895-1997            | 0 (0)             | 0    | 0      | 0      |
| Desire Libert         | Belgique                         | ?                 | ?                 | 1945-1948            | 0 (0)             | 0    | 0      | 0      |
| Daniel Licki          | Belgique                         | ?                 | 27/11/1952        | 1970-1974            | 0 (0)             | 0    | 0      | 0      |
| Marc Linck            | Belgique                         | ?                 | ?                 | 1975-1976            | 0 (0)             | 0    | 0      | 0      |
| Søren Lindsted        | Danemark                         | ?                 | 2/02/1957         | 1983-1985            | 0 (0)             | 4    | 0      | 0      |
| Hans-Petter Lipka     | Belgique                         | ?                 | 28/09/1960        | 1982-1988            | 146 (146)         | 28   | 3      | 2      |
| Gyorgy Liptak         | Belgique                         | ?                 | 26/08/1937        | 1958-1960            | 0 (0)             | 0    | 0      | 0      |
| Rocco Liradelfo       | Belgique                         | ?                 | 16/10/1973        | 1992-1997            | 7 (7)             | 0    | 0      | 0      |
| Paul Listray          | Belgique                         | ?                 | ?                 | 1912-1913            | 8 (8)             | 0    | 0      | 0      |
| Geoffrey Lizen        | Belgique                         | ?                 | 23/11/1984        | 2005-2008            | 39 (0)            | 0    | 4      | 0      |
| Raoul Lognard         | Belgique                         | ?                 | 26/03/1953        | 1974-1979            | 19 (19)           | 0    | 0      | 0      |
| Théophile Lolinga     | Belgique                         | ?                 | 3/11/1939         | 1965-1966            | 0 (0)             | 0    | 0      | 0      |
| Marcel Lonay          | Belgique                         | ?                 | ?                 | 1912-1913            | 20 (20)           | 0    | 0      | 0      |
| Alphonse Londot       | Belgique                         | ?                 | ?                 | 1895-1999            | 0 (0)             | 0    | 0      | 0      |
| Lucien Londot         | Belgique                         | ?                 | ?                 | 1895-1905            | 0 (0)             | 0    | 0      | 0      |
| Albert Loneux         | Belgique                         | ?                 | 19/12/1954        | 1978-1984            | 70 (70)           | 7    | 3      | 0      |
| Jules Longdot         | Belgique                         | ?                 | 28/11/1931        | 1953-1959            | 0 (0)             | 0    | 0      | 0      |
| Serge Louis           | Belgique                         | ?                 | 23/11/1964        | 1981-1985            | 0 (0)             | 0    | 0      | 0      |
| Ali Lukunku           | République démocratique du Congo | Attaquant         | 14/04/1976        | 2009-2010            | 9 (0)             | 0    | 4      | 0      |

## M
| Joueur                       | Nationalité        | Position          | Date de naissance | Période(s) | Matches (dont D1) | Buts | Jaunes | Rouges |
| ---------------------------- | ------------------ | ----------------- | ----------------- | ---------- | ----------------- | ---- | ------ | ------ |
| Vincent Machiels             | Belgique           | ?                 | 16/09/1965        | 1983-1995  | 160 (160)         | 4    | 24     | 0      |
| Arthur Magnee                | Belgique           | ?                 | 31/10/1900        | 1925-1928  | 0 (0)             | 0    | 0      | 0      |
| Nebojša Malbaša              | Yougoslavie        | Attaquant         | 25/06/1959        | 1987-1991  | 49 (49)           | 46   | 5      | 0      |
| Guido Mallants               | Belgique           | Attaquant         | 15/11/1946        | 1967-1968  | 0 (0)             | 0    | 0      | 0      |
| Francesco Manuscia           | Belgique           | ?                 | 9/03/1957         | 1975-1976  | 0 (0)             | 0    | 0      | 0      |
| Olivier Marchand             | Belgique           | ?                 | 20/01/1973        | 1997-1998  | 6 (0)             | 1    | 0      | 0      |
| Ivan Marchandise             | Belgique           | ?                 | 23/02/1967        | 1997-1999  | 60 (0)            | 0    | 13     | 0      |
| Philippe Mardaga             | Belgique           | ?                 | 9/10/1947         | 1965-1970  | 0 (0)             | 0    | 0      | 0      |
| Maxime Mare                  | Belgique           | ?                 | 12/11/1982        | 2002-2004  | 36 (0)            | 1    | 4      | 1      |
| Benjamin Maréchal            | Belgique           | ?                 | 2/05/1983         | 2000-...   | 152 (0)           | 19   | 18     | 2      |
| Denis Maréchal               | Belgique           | ?                 | 11/04/1986        | 2004-2005  | 0 (0)             | 0    | 0      | 0      |
| Jérôme Maréchal              | Belgique           | ?                 | 25/08/1979        | 1998-2003  | 72 (0)            | 3    | 11     | 2      |
| Mate Marin                   | Belgique           | ?                 | 22/10/1980        | 2007-2008  | 5 (0)             | 0    | 1      | 0      |
| Aurelio Marinacci            | Belgique           | ?                 | 14/08/1990        | 2009-...   | 25 (0)            | 3    | 1      | 0      |
| Germain Marloye              | Belgique           | Attaquant         | 12/07/1988        | 2012-2014  | 0 (0)             | 0    | 0      | 0      |
| Jean Marnette                | Belgique           | ?                 | ?                 | 1965-1966  | 0 (0)             | 0    | 0      | 0      |
| Davide Mascolo               | Belgique           | ?                 | 26/02/1987        | 2004-2006  | 26 (0)            | 2    | 2      | 0      |
| Cyrille Massart              | Belgique           | ?                 | ?                 | 1950-1958  | 0 (0)             | 0    | 0      | 0      |
| Wa Bolengo Mateta-Tombo      | Belgique           | ?                 | 9/09/1955         | 1980-1981  | 0 (0)             | 0    | 0      | 0      |
| Hendrik Medik                | Belgique           | ?                 | 24/04/1953        | 1978-1981  | 22 (22)           | 0    | 0      | 0      |
| Günther Meeuwissen           | Belgique           | ?                 | 12/02/1974        | 1996-1997  | 14 (0)            | 0    | 2      | 0      |
| Bryan Mélisse                | Belgique           | ?                 | 25/03/1989        | 2009-2010  | 13 (0)            | 1    | 0      | 1      |
| Alfred Menzies               | Angleterre         | ?                 | ?                 | 1900-1906  | 0 (0)             | 0    | 0      | 0      |
| Guy Menzies                  | Angleterre         | ?                 | ?                 | 1895-1906  | 0 (0)             | 0    | 0      | 0      |
| Harry Menzies                | Angleterre         | ?                 | ?                 | 1895-1902  | 0 (0)             | 0    | 0      | 0      |
| Zeki Mert                    | Belgique           | ?                 | 4/01/1978         | 1998-2000  | 6 (0)             | 1    | 0      | 0      |
| Gregory Mesotten             | Belgique           | ?                 | 9/07/1993         | 2011-...   | 4 (0)             | 0    | 0      | 0      |
| Joseph Meynen                | Belgique           | ?                 | ?                 | ?          | 0 (0)             | 0    | 0      | 0      |
| Raphaël Miceli               | Belgique           | Milieu de terrain | 30/04/1976        | 2001-2002  | 27 (0)            | 4    | 5      | 0      |
| Cvijan Milosević             | Bosnie-Herzégovine | Milieu de terrain | 17/10/1963        | 1989-1995  | 149 (149)         | 9    | 10     | 0      |
| Sandro Mirante               | Belgique           | ?                 | 24/01/1989        | 2011-...   | 27 (0)            | 2    | 3      | 0      |
| Fortune Modafferi            | Belgique           | ?                 | 7/09/1967         | 1985-1988  | 1 (1)             | 0    | 0      | 0      |
| José Moes                    | Belgique           | Attaquant         | 19/07/1923        | 1948-1958  | 0 (0)             | 0    | 0      | 0      |
| Marco Mollica                | Belgique           | ?                 | 14/09/1981        | 1999-2000  | 1 (0)             | 0    | 0      | 0      |
| Fabian Mommen                | Belgique           | ?                 | 25/01/1968        | 1986-1987  | 0 (0)             | 0    | 0      | 0      |
| Fabrice Monachino            | Belgique           | ?                 | 10/12/1971        | 1996-1997  | 10 (0)            | 3    | 0      | 0      |
| Jason Monerris               | Belgique           | ?                 | 29/12/1992        | 2010-2012  | 3 (0)             | 0    | 1      | 0      |
| Roberto Mones                | Belgique           | Milieu de terrain | 22/09/1978        | 1999-2003  | 82 (0)            | 10   | 11     | 3      |
| Tamás Mónos                  | Hongrie            | Défenseur         | 3/01/1968         | 1991-1993  | 38 (38)           | 2    | 1      | 0      |
| Rubenilson Monteiro Ferreira | Belgique           | Attaquant         | 08/07/1972        | 2004-2005  | 7 (0)             | 3    | 2      | 0      |
| Antonio Morales-Borrego      | Belgique           | ?                 | 30/01/1965        | 1985-1986  | 0 (0)             | 0    | 0      | 0      |
| Ernest Moreau de Melen       | Belgique           | Défenseur         | ?                 | 1895-1907  | 0 (0)             | 0    | 0      | 0      |
| Guillaume Mossoux            | Belgique           | ?                 | 21/03/1903        | 1923-1925  | 0 (0)             | 0    | 0      | 0      |
| Louis Mottet                 | Belgique           | ?                 | 7/01/1969         | 1986-1987  | 0 (0)             | 0    | 0      | 0      |
| Simon Moukoko                | Belgique           | ?                 | 17/11/1976        | 2002-2004  | 45 (0)            | 1    | 9      | 1      |
| Laayoune Mounir              | Belgique           | ?                 | 3/08/1981         | 2001-2002  | 1 (0)             | 0    | 0      | 0      |
| Rudy Moury                   | Belgique           | ?                 | 1/03/1966         | 2001-2002  | 26 (0)            | 0    | 5      | 1      |
| Benoit Mulkin                | Belgique           | ?                 | 19/01/1987        | 2006-2007  | 1 (0)             | 0    | 0      | 0      |
| Jacky Munaron                | Belgique           | Gardien de but    | 8/09/1956         | 1989-1992  | 86 (86)           | 0    | 0      | 0      |
| Dominique Mutschimuana       | Belgique           | ?                 | 27/06/1938        | 1961-1966  | 0 (0)             | 0    | 0      | 0      |
| Rémy Muzembo-Muanda          | Belgique           | ?                 | 15/05/1988        | 2006-2007  | 1 (0)             | 0    | 0      | 0      |
| Miany Mwanga                 | Belgique           | ?                 | 27/06/1989        | 2008-2010  | 4 (0)             | 0    | 1      | 0      |
| Giresse Mwemwe Dasu          | Belgique           | ?                 | 8/12/1985         | 2007-2008  | 2 (0)             | 0    | 0      | 0      |

## N
| Joueur                 | Nationalité | Position          | Date de naissance | Période(s) | Matches (dont D1) | Buts | Jaunes | Rouges |
| ---------------------- | ----------- | ----------------- | ----------------- | ---------- | ----------------- | ---- | ------ | ------ |
| Lokonyi Padraig Ndombe | Belgique    | ?                 | 18/08/1988        | 2010-2011  | 0 (0)             | 0    | 0      | 0      |
| Yassine Neetens        | Belgique    | ?                 | 25/12/1988        | 2007-2008  | 0 (0)             | 0    | 0      | 0      |
| Patrick Nelles         | Belgique    | ?                 | 30/11/1978        | 2004-2005  | 14 (0)            | 0    | 2      | 0      |
| Daniel Nemes           | Belgique    | ?                 | 22/07/1971        | 1995-1996  | 1 (0)             | 0    | 0      | 0      |
| Gyula Nemes            | Hongrie     | Milieu de terrain | 14/03/1938        | 1956-1960  | 0 (0)             | 0    | 0      | 0      |
| Jean Neys              | Belgique    | ?                 | 8/09/1943         | 1963-1966  | 0 (0)             | 0    | 0      | 0      |
| Rudy Ngombo            | Belgique    | ?                 | 25/03/1990        | 2010-2011  | 10 (0)            | 0    | 4      | 0      |
| Guido Nicolaes         | Belgique    | Attaquant         | 15/07/1950        | 1975-1978  | 0 (0)             | 0    | 0      | 0      |
| Francis Nicolay        | Belgique    | ?                 | 23/04/1944        | 1971-1975  | 30 (30)           | 5    | 0      | 0      |
| Victor Niesen          | Belgique    | ?                 | 31/03/1935        | 1953-1957  | 0 (0)             | 0    | 0      | 0      |
| Steven Nijs            | Belgique    | Défenseur         | 24/12/1975        | 2000-2001  | 10 (0)            | 0    | 1      | 0      |
| Angelo Nijskens        | Pays-Bas    | Attaquant         | 1/06/1963         | 1989-1991  | 37 (37)           | 7    | 1      | 0      |
| Bertho Nijst           | Belgique    | Attaquant         | 8/10/1952         | 1968-1973  | 0 (0)             | 0    | 0      | 0      |
| Paul Nijsten           | Belgique    | ?                 | 4/08/1954         | 1975-1976  | 0 (0)             | 0    | 0      | 0      |
| Geoffrey Nizet         | Belgique    | ?                 | 12/07/1991        | 2009-2010  | 10 (0)            | 0    | 2      | 0      |
| Philippe Nizet         | Belgique    | ?                 | 24/06/1986        | 2005-2008  | 16 (0)            | 2    | 1      | 0      |
| Kalombo N'Kongolo      | Zaïre       | Défenseur         | 17/07/1961        | 1986-1987  | 24 (24)           | 1    | 0      | 0      |
| Aloys Nong             | Cameroun    | Attaquant         | 16/10/1983        | 2002-2003  | 16 (0)            | 4    | 3      | 1      |
| Thierry Nonglaire      | Belgique    | ?                 | 10/09/1971        | 1995-1996  | 23 (0)            | 4    | 1      | 0      |
| Abdelaziz Nouhass      | Belgique    | ?                 | 29/09/1974        | 1997-1998  | 22 (0)            | 5    | 2      | 0      |
| Valery N'Tamag         | Belgique    | ?                 | 5/09/1976         | 1997-1998  | 6 (0)             | 3    | 1      | 0      |

## O
| Joueur               | Nationalité | Position          | Date de naissance | Période(s)           | Matches (dont D1) | Buts | Jaunes | Rouges |
| -------------------- | ----------- | ----------------- | ----------------- | -------------------- | ----------------- | ---- | ------ | ------ |
| Ahmet Öcal           | Belgique    | ?                 | 17/12/1979        | 2008-2009            | 27 (0)            | 0    | 10     | 1      |
| Sunday Oliseh        | Nigeria     | Milieu de terrain | 14/09/1974        | 1990-1994            | 75 (75)           | 3    | 7      | 0      |
| Philippe Olivier     | Belgique    | ?                 | 10/09/1986        | 2004-2005            | 0 (0)             | 0    | 0      | 0      |
| Nunzio Olivieri      | Belgique    | Milieu de terrain | 11/10/1972        | 1995-1999            | 94 (0)            | 5    | 17     | 1      |
| Sergei Omelianovitch | Ukraine     | Milieu de terrain | 13/08/1977        | 2006-2008            | 10 (0)            | 1    | 1      | 0      |
| Julien Onclin        | Belgique    | Milieu de terrain | 2/05/1945         | 1962-1966, 1968-1971 | 0 (0)             | 0    | 0      | 0      |
| Steve Otte           | Belgique    | ?                 | 8/11/1990         | 2010-2011            | 25 (0)            | 3    | 12     | 1      |

## P
| Joueur               | Nationalité                      | Position          | Date de naissance | Période(s)           | Matches (dont D1) | Buts | Jaunes | Rouges |
| -------------------- | -------------------------------- | ----------------- | ----------------- | -------------------- | ----------------- | ---- | ------ | ------ |
| Jozef Pal            | Belgique                         | ?                 | 29/11/1950        | 1982-1984            | 20 (20)           | 0    | 0      | 0      |
| Emmanuel Papalino    | Belgique                         | ?                 | 22/09/1983        | 2005-2006            | 14 (0)            | 1    | 2      | 0      |
| Dimitri Parker       | Belgique                         | ?                 | 10/03/1990        | 2010-2011            | 3 (0)             | 1    | 2      | 0      |
| Yanick Pauletti      | Belgique                         | Attaquant         | 4/07/1983         | 2001-2003            | 32 (0)            | 1    | 5      | 0      |
| Émile Peeters        | Belgique                         | ?                 | 13/03/1922        | 1945-1948            | 0 (0)             | 0    | 0      | 0      |
| Junior Penga         | Belgique                         | ?                 | 18/05/1983        | 2004-2005            | 2 (0)             | 0    | 0      | 0      |
| Fesquet Penga-Ilenga | République démocratique du Congo | Attaquant         | 18/11/1987        | 2011, 2013-2014      | 4 (0)             | 2    | 1      | 0      |
| Maurice Petit        | Belgique                         | ?                 | 30/10/1888        | 1912-1913            | 0 (0)             | 0    | 0      | 0      |
| Sergio Petosa        | Belgique                         | Milieu de terrain | 31/12/1974        | 1998-1999, 2000-2007 | 147 (0)           | 4    | 37     | 6      |
| Yves Philippe        | Belgique                         | ?                 | 19/11/1979        | 2006-2007            | 7 (0)             | 0    | 1      | 0      |
| Louis Philips        | Belgique                         | ?                 | 9/08/1950         | 1970-1983            | 106 (106)         | 1    | 7      | 0      |
| Luigi Pieroni        | Belgique                         | Attaquant         | 8/09/1980         | 1999-2003            | 96 (0)            | 28   | 18     | 3      |
| Rodrigue Piette      | Belgique                         | ?                 | 7/11/1990         | 2008-2010            | 10 (0)            | 0    | 2      | 1      |
| Didier Piot          | Belgique                         | Gardien de but    | 26/10/1971        | 1996-1998            | 6 (0)             | 0    | 0      | 0      |
| Yannick Pinsart      | Belgique                         | ?                 | 21/02/1984        | 2003-2007            | 65 (0)            | 1    | 11     | 0      |
| Romain Pinte         | Belgique                         | ?                 | 28/07/1991        | 2012-...             | 0 (0)             | 0    | 0      | 0      |
| Emmanuel Pirard      | Belgique                         | ?                 | 21/02/1974        | 1997-1998            | 16 (0)            | 2    | 2      | 0      |
| Patrick Pirard       | Belgique                         | ?                 | 30/08/1960        | 1978-1979            | 0 (0)             | 0    | 0      | 0      |
| Nicolas Pire         | Belgique                         | Gardien de but    | 22/11/1986        | 2011-...             | 27 (0)            | 0    | 2      | 0      |
| Fabrice Pirotte      | Belgique                         | ?                 | 22/10/1979        | 1998-2006            | 42 (0)            | 0    | 4      | 1      |
| Stéphane Pirson      | Belgique                         | ?                 | 14/11/1981        | 1999-2000            | 4 (0)             | 0    | 1      | 0      |
| Lorenzo Pizzinato    | Belgique                         | ?                 | 22/02/1991        | 2010-2011            | 7 (0)             | 0    | 2      | 0      |
| Michaël Possen       | Belgique                         | ?                 | 17/09/1977        | 1996-1997            | 18 (0)            | 0    | 3      | 0      |
| Naim Pousseur        | Belgique                         | ?                 | 3/10/1985         | 2004-2007            | 12 (0)            | 0    | 0      | 0      |
| Maxim Proesmans      | Belgique                         | ?                 | 19/01/1992        | 2009-...             | 32 (0)            | 1    | 7      | 0      |
| Laszlo Purjesz       | Belgique                         | ?                 | 13/06/1940        | 1960-1962            | 0 (0)             | 0    | 0      | 0      |

## Q
| Joueur           | Nationalité | Position  | Date de naissance | Période(s)           | Matches (dont D1) | Buts | Jaunes | Rouges |
| ---------------- | ----------- | --------- | ----------------- | -------------------- | ----------------- | ---- | ------ | ------ |
| Didier Quain     | Belgique    | Défenseur | 15/12/1960        | 1986-1994            | 148 (148)         | 7    | 24     | 2      |
| Raphaël Quaranta | Belgique    | Défenseur | 29/12/1957        | 1978-1989, 1993-1998 | 257 (206)         | 29   | 26     | 1      |
| Georges Quéritet | Belgique    | Attaquant | ?                 | 1902-1903            | 0 (0)             | 0    | 0      | 0      |

## R
| Joueur                | Nationalité          | Position          | Date de naissance | Période(s) | Matches (dont D1) | Buts | Jaunes | Rouges |
| --------------------- | -------------------- | ----------------- | ----------------- | ---------- | ----------------- | ---- | ------ | ------ |
| Radovan Radaković     | Serbie               | Gardien de but    | 6/02/1971         | 1997-1999  | 63 (0)            | 0    | 3      | 3      |
| André Radar           | Belgique             | Gardien de but    | 27/08/1945        | 1963-1968  | 0 (0)             | 0    | 0      | 0      |
| Walid Rafiki          | Belgique             | Défenseur         | 5/11/1991         | 2009-2011  | 11 (0)            | 0    | 2      | 0      |
| Massimo Ragusa        | Belgique             | ?                 | 8/11/1984         | 2004-2005  | 0 (0)             | 0    | 0      | 0      |
| Hendrik Ramaekers     | Belgique             | ?                 | 10/10/1949        | 1975-1978  | 0 (0)             | 0    | 0      | 0      |
| Eladio Ramirez-Lorite | Belgique             | Milieu de terrain | 12/11/1989        | 2006-2009  | 23 (0)            | 2    | 2      | 1      |
| Dario Rappa           | Belgique             | Défenseur         | 22/12/1975        | 2000-2001  | 14 (0)            | 0    | 2      | 0      |
| Michel Rasquin        | Belgique             | Défenseur         | 20/02/1964        | 1984-1986  | 11 (11)           | 2    | 0      | 0      |
| Henri Rasquinet       | Belgique             | Gardien de but    | 5/09/1974         | 1993-1995  | 9 (9)             | 0    | 0      | 0      |
| Jérôme Régnier        | Belgique             | Milieu de terrain | 14/03/1986        | 2008-2009  | 3 (0)             | 0    | 0      | 0      |
| Armand Reis           | Belgique             | ?                 | ?                 | 1895-1996  | 0 (0)             | 0    | 0      | 0      |
| Frédéric Remacle      | Belgique             | ?                 | 1/08/1972         | 1990-1992  | 3 (3)             | 0    | 1      | 0      |
| Pascal Renier         | Belgique             | Défenseur         | 3/08/1971         | 1990-1992  | 35 (32)           | 1    | 6      | 0      |
| Theodor Rieländer     | Allemagne            | Milieu de terrain | 24/07/1950        | 1973-1975  | 2 (2)             | 0    | 0      | 0      |
| Predrag Ristović      | Serbie               | Gardien de but    | 21/09/1975        | 2010-2011  | 21 (0)            | 0    | 0      | 0      |
| Raoul Robinet         | Belgique             | ?                 | ?                 | 1962-1963  | 0 (0)             | 0    | 0      | 0      |
| Walter Rodekamp       | Allemagne de l'Ouest | Attaquant         | 13/01/1941        | 1968-1971  | 0 (0)             | 0    | 0      | 0      |
| Tomasz Romaniuk       | Ukraine              | Défenseur         | 8/04/1974         | 2000-2001  | 28 (0)            | 5    | 5      | 2      |
| Robert Roosbeeck      | Belgique             | Gardien de but    | 27/03/1942        | 1976-1977  | 4 (4)             | 0    | 0      | 0      |
| Léon Rosper           | Belgique             | Défenseur         | 14/01/1899        | 1919-1931  | 23 (23)           | 0    | 0      | 0      |
| Thierry Rouyr         | Belgique             | Défenseur         | 11/09/1966        | 1995-1998  | 74 (0)            | 3    | 4      | 1      |
| Jean-Manuel Ruiz      | Belgique             | ?                 | 4/03/1976         | 1995-1996  | 0 (0)             | 0    | 0      | 0      |
| Jacques Ruth          | Belgique             | ?                 | ?                 | 1924-1928  | 0 (0)             | 0    | 0      | 0      |

## S
| Joueur                          | Nationalité | Position          | Date de naissance | Période(s)      | Matches (dont D1) | Buts | Jaunes | Rouges |
| ------------------------------- | ----------- | ----------------- | ----------------- | --------------- | ----------------- | ---- | ------ | ------ |
| Mauro Sabbadini                 | Belgique    | ?                 | 2/01/1978         | 1997-1998       | 14 (0)            | 0    | 1      | 0      |
| Willy Saeren                    | Belgique    | ?                 | 8/04/1926         | 1948-1960       | 0 (0)             | 0    | 0      | 0      |
| Levi Flavio Santos Silas        | Belgique    | ?                 | 19/10/1979        | 2009-2010       | 3 (0)             | 0    | 1      | 0      |
| Ibou Sarr                       | Belgique    | ?                 | 2/12/1980         | 2001-2002       | 15 (0)            | 0    | 2      | 0      |
| Nadir Sbaa                      | Belgique    | ?                 | 22/04/1982        | 2010-2011       | 8 (0)             | 0    | 0      | 0      |
| Grégory Scattone                | Belgique    | ?                 | 4/02/1983         | 2011-...        | 28 (0)            | 12   | 5      | 0      |
| Orazio Schena                   | Belgique    | ?                 | 30/10/1941        | 1965-1968       | 0 (0)             | 0    | 0      | 0      |
| Paolo Schiavone                 | Belgique    | ?                 | 12/01/1988        | 2009-2010       | 2 (0)             | 0    | 1      | 0      |
| Guido Schoefs                   | Belgique    | ?                 | 24/01/1939        | 1959-1961       | 0 (0)             | 0    | 0      | 0      |
| Daniel Schurgers                | Belgique    | ?                 | 13/12/1971        | 1989-1990       | 0 (0)             | 0    | 0      | 0      |
| Kelvin Sebwe                    | Liberia     | Milieu de terrain | 4/04/1972         | 1993-1994       | 33 (33)           | 9    | 1      | 0      |
| Daniel Sedran                   | Belgique    | ?                 | 20/02/1949        | 1971-1972       | 0 (0)             | 0    | 0      | 0      |
| Musaba Selemani                 | Burundi     | Attaquant         | 25/05/1985        | 2010-2011       | 22 (0)            | 1    | 8      | 0      |
| Philippe Simonis                | Belgique    | ?                 | 21/08/1978        | 1999-2003       | 79 (0)            | 1    | 8      | 0      |
| Dragomir Sliskovic              | Belgique    | ?                 | ?                 | 1971-1972       | 0 (0)             | 0    | 0      | 0      |
| Edhem Šljivo                    | Yougoslavie | Milieu de terrain | 16/03/1950        | 1978-1987       | 137 (137)         | 46   | 11     | 1      |
| Christophe Smeyers              | Belgique    | Défenseur         | 21/11/1982        | 2000-2004       | 61 (0)            | 3    | 15     | 2      |
| Luc Sluysmans                   | Belgique    | ?                 | 1/06/1964         | 1982-1986       | 3 (3)             | 1    | 0      | 0      |
| Francisco Edvan Soares De Sousa | Belgique    | ?                 | 14/12/1979        | 2009-2010       | 3 (0)             | 0    | 0      | 0      |
| Benoit Sotteau                  | Belgique    | ?                 | 27/05/1987        | 2007-2008       | 9 (0)             | 0    | 0      | 0      |
| Abdoulaye Soumare               | France      | Attaquant         | 7/11/1980         | 2002-2004, 2007 | 66 (0)            | 26   | 14     | 5      |
| Claudio Sora                    | Belgique    | ?                 | 21/10/1967        | 1986-1987       | 0 (0)             | 0    | 0      | 0      |
| Djuro Šorgić                    | Yougoslavie | Attaquant         | 26/02/1948        | 1969-1970       | 0 (0)             | 0    | 0      | 0      |
| Didier Stas                     | Belgique    | ?                 | 5/03/1970         | 1989-1991       | 2 (2)             | 0    | 0      | 0      |
| François Sterchele              | Belgique    | Attaquant         | 14/03/1982        | 2000-2001       | 0 (0)             | 0    | 0      | 0      |
| Jacques Stockman                | Belgique    | Attaquant         | 8/10/1938         | 1966-1967       | 0 (0)             | 0    | 0      | 0      |
| Ranko Stojić                    | Yougoslavie | ?                 | 18/01/1959        | 1986-1989       | 0 (0)             | 0    | 0      | 0      |
| Mathieu Stoz                    | Belgique    | ?                 | 27/06/1985        | 2004-2005       | 2 (0)             | 0    | 0      | 0      |
| Julien Strumans                 | Belgique    | ?                 | 13/01/984         | 2003-2004       | 8 (0)             | 1    | 1      | 0      |
| Denis Sulejman                  | Belgique    | ?                 | 20/11/1985        | 2008-2009       | 1 (0)             | 0    | 0      | 0      |
| Albert Sulon                    | Belgique    | Défenseur         | 3/04/1938         | 1957-1968       | 0 (0)             | 0    | 0      | 0      |
| Gérard Sulon                    | Belgique    | Milieu de terrain | 3/04/1938         | 1957-1968       | 0 (0)             | 0    | 0      | 0      |
| Sead Sušić                      | Yougoslavie | ?                 | 3/01/1953         | 1978-1980       | 32 (32)           | 15   | 1      | 0      |
| M'Bemba Sylla                   | Belgique    | ?                 | 14/07/1978        | 2001-2002       | 32 (0)            | 0    | 5      | 0      |
| Sandor Szijjarto                | Belgique    | ?                 | 10/06/1956        | 1981-1984       | 9 (9)             | 0    | 0      | 2      |

## T
| Joueur             | Nationalité | Position          | Date de naissance | Période(s)           | Matches (dont D1) | Buts | Jaunes | Rouges |
| ------------------ | ----------- | ----------------- | ----------------- | -------------------- | ----------------- | ---- | ------ | ------ |
| Gyorgy Tatar       | Belgique    | ?                 | 10/09/1952        | 1982-1983            | 0 (0)             | 0    | 0      | 0      |
| Patrick Telemans   | Belgique    | Gardien de but    | 23/01/1980        | 2000-2010            | 86 (0)            | 0    | 2      | 2      |
| Benoît Thans       | Belgique    | Milieu de terrain | 20/08/1964        | 1982-1987, 1995-1997 | 134 (83)          | 31   | 17     | 2      |
| Christian Theissen | Belgique    | Attaquant         | 14/09/1974        | 1993-1998; 1999-2001 | 56 (3)            | 15   | 2      | 0      |
| Bernard Thelen     | Belgique    | ?                 | 9/10/1964         | 1982-1983            | 0 (0)             | 0    | 0      | 0      |
| Jean-Pierre Thewis | Belgique    | ?                 | 27/01/1944        | 1962-1965            | 0 (0)             | 0    | 0      | 0      |
| David Thibaud      | Belgique    | ?                 | 6/05/1983         | 2005-2006            | 7 (0)             | 0    | 1      | 0      |
| Thomas Thibou      | Belgique    | ?                 | 28/05/1992        | 2009-2012            | 40 (0)            | 0    | 12     | 2      |
| Geert Thijs        | Belgique    | ?                 | 1/05/1971         | 2006-2009            | 74 (0)            | 1    | 28     | 3      |
| Claudy Thompkins   | Belgique    | ?                 | 20/12/1945        | 1965-1975            | 5 (5)             | 0    | 0      | 0      |
| Alphonse Tilliere  | Belgique    | ?                 | ?                 | 1909-1910            | 0 (0)             | 0    | 0      | 0      |
| Alain Tomasetic    | Belgique    | ?                 | 7/08/1960         | 1976-1977            | 0 (0)             | 0    | 0      | 0      |
| Namandjan Traoré   | Belgique    | ?                 | 1/09/1983         | 2004-2005            | 26 (0)            | 9    | 3      | 0      |
| Émile Trasenster   | Belgique    | ?                 | ?                 | 1895-1901            | 0 (0)             | 0    | 0      | 0      |
| Adrien Trubia      | Belgique    | ?                 | 9/11/1990         | 2010-2012            | 5 (0)             | 0    | 0      | 0      |

## U
| Joueur         | Nationalité | Position | Date de naissance | Période(s) | Matches (dont D1) | Buts | Jaunes | Rouges |
| -------------- | ----------- | -------- | ----------------- | ---------- | ----------------- | ---- | ------ | ------ |
| Baptiste Ulens | Belgique    | ?        | 24/07/1987        | 2008-2009  | 1 (0)             | 0    | 0      | 0      |

## V
| Joueur                     | Nationalité | Position          | Date de naissance | Période(s)           | Matches (dont D1) | Buts | Jaunes | Rouges |
| -------------------------- | ----------- | ----------------- | ----------------- | -------------------- | ----------------- | ---- | ------ | ------ |
| Henri Vos                  | Belgique    | ?Défenseur        | 29/07/1951        | 1969-1974            | 0 (0)             | 0    | 0      | 0      |
| Ben Van Den Brandt         | Belgique    | ?                 | 6/09/1985         | 2008-2009            | 28 (0)            | 1    | 9      | 0      |
| Sven Van Der Jeugt         | Belgique    | Gardien de But    | 17/09/1980        | 2009-2010            | 8 (0)             | 0    | 0      | 0      |
| Oscar Van Dromme           | Belgique    | ?                 | ?                 | 1945-1947            | 0 (0)             | 0    | 0      | 0      |
| Jacques Van Hooren         | Belgique    | ?                 | ?                 | 1960-1962            | 0 (0)             | 0    | 0      | 0      |
| Peter Van Houdt            | Belgique    | Attaquant         | 4/11/1976         | 2008-2009            | 8 (0)             | 2    | 1      | 0      |
| Benjamin Van Meerbergen    | Belgique    | ?                 | 5/02/1987         | 2004-2006            | 4 (0)             | 0    | 0      | 0      |
| Léon Van Rymenam           | Belgique    | ?                 | 6/02/1940         | 1959-1960            | 0 (0)             | 0    | 0      | 0      |
| Matthijs van Toorn         | Pays-Bas    | Défenseur         | 29/12/1950        | 1979-1983            | 70 (70)           | 6    | 6      | 1      |
| Vital Vanaken              | Belgique    | Défenseur         | 9/03/1962         | 1996-1997            | 16 (0)            | 1    | 0      | 0      |
| Eric Vandebon              | Belgique    | Défenseur         | 26/05/1982        | 2012-2019            | 0 (0)             | 0    | 0      | 0      |
| Christophe Vandenbergh     | Belgique    | ?                 | 9/09/1974         | 1999-2000, 2002-2003 | 10 (0)            | 0    | 2      | 0      |
| Hugo Vandenbossche         | Belgique    | ?                 | 2/11/1947         | 1974-1975            | 8 (8)             | 0    | 0      | 0      |
| Davy Vandepoel             | Belgique    | ?                 | 5/10/1977         | 1999-2000            | 9 (0)             | 3    | 1      | 0      |
| Mathieu Vandersmissen      | Belgique    | ?                 | ?                 | 1973-1974            | 0 (0)             | 0    | 0      | 0      |
| Jurgen Vandeurzen          | Belgique    | Milieu de terrain | 26/01/1974        | 1997-1998            | 31 (0)            | 6    | 0      | 0      |
| Jean-Michel Vansteenberghe | Belgique    | ?                 | 28/09/1984        | 2012-2013            | 0 (0)             | 0    | 0      | 0      |
| Eidz Vantasever            | Belgique    | ?                 | 12/02/1987        | 2009-2010            | 0 (0)             | 0    | 0      | 0      |
| Zvonko Varga               | Serbie      | Attaquant         | 27/11/1959        | 1986-1993, 1994-1997 | 175 (135)         | 103  | 14     | 3      |
| Roland Velkeneers          | Belgique    | Gardien de but    | 18/07/1965        | 1999-2001            | 41 (0)            | 0    | 8      | 1      |
| Christophe Verbeeren       | Belgique    | Défenseur         | 16/01/1975        | 1994-1998            | 107 (23)          | 6    | 15     | 1      |
| Aimé Verdin                | Belgique    | ?                 | 13/11/1920        | 1945-1947            | 0 (0)             | 0    | 0      | 0      |
| Jean Vetcour               | Belgique    | ?                 | ?                 | 1947-1952            | 0 (0)             | 0    | 0      | 0      |
| Daniel Veyt                | Belgique    | Attaquant         | 9/12/1956         | 1987-1989            | 66 (66)           | 17   | 0      | 1      |
| Rodrigues Cleber Vieira    | Belgique    | ?                 | 18/09/1978        | 2003-2004            | 25 (0)            | 11   | 4      | 0      |
| Vincent Vilenne            | Belgique    | ?                 | 14/01/1964        | 1982-1985            | 0 (0)             | 0    | 0      | 0      |
| Calogero Villardita        | Belgique    | ?                 | 16/04/1973        | 2005-2006            | 14 (0)            | 0    | 3      | 0      |
| Boeira Baracat Vinicius    | Belgique    | ?                 | 29/05/1986        | 2009-2010            | 4 (0)             | 0    | 0      | 0      |
| Willy Vliegen              | Belgique    | ?                 | 31/01/1953        | 1971-1978            | 37 (37)           | 2    | 0      | 0      |
| Johnny Vos                 | Belgique    | ?                 | 6/11/1951         | 1970-1975            | 14 (14)           | 0    | 0      | 0      |
| Paul Voss                  | Belgique    | ?                 | 21/04/1988        | 2008-2009            | 5 (0)             | 0    | 0      | 0      |

## W
| Joueur             | Nationalité | Position          | Date de naissance | Période(s)           | Matches (dont D1) | Buts | Jaunes | Rouges |
| ------------------ | ----------- | ----------------- | ----------------- | -------------------- | ----------------- | ---- | ------ | ------ |
| Simon Wagner       | Belgique    | Gardien de but    | 5/07/1991         | 2010-2011            | 4 (0)             | 0    | 0      | 0      |
| Nicolas Wanet      | Belgique    | Gardien de but    | 16/01/1980        | 1997-2001            | 11 (0)            | 0    | 0      | 0      |
| Kévin Wanson       | Belgique    | Gardien de but    | 6/01/1991         | 2010-2012            | 0 (0)             | 0    | 0      | 0      |
| Serge Warnier      | Belgique    | ?                 | 24/10/1961        | 1980-1983            | 0 (0)             | 0    | 0      | 0      |
| Frédéric Waseige   | Belgique    | Milieu de terrain | 11/05/1965        | 1983-1991            | 77 (77)           | 5    | 13     | 0      |
| Robert Waseige     | Belgique    | Défenseur         | 26/08/1939        | 1959-1963            | 0 (0)             | 0    | 0      | 0      |
| Luiz Washington    | Brésil      | Attaquant         | 10/04/1975        | 1997-1998            | 25 (0)            | 4    | 1      | 0      |
| Pierre Wauthier    | Belgique    | ?                 | ?                 | 1945-1955            | 0 (0)             | 0    | 0      | 0      |
| Dimitri Wavreille  | Belgique    | ?                 | 27/01/1977        | 1999-2003            | 114 (0)           | 1    | 9      | 4      |
| Isidore Wawa       | Belgique    | Milieu de terrain | 27/11/1971        | 1998-2003            | 137 (0)           | 13   | 22     | 2      |
| Bernard Wégria     | Belgique    | Défenseur         | 7/03/1963         | 1979-1995            | 295 (295)         | 15   | 39     | 4      |
| Didier Wégria      | Belgique    | ?                 | 2/02/1960         | 1979-1980            | 0 (0)             | 0    | 0      | 0      |
| Victor Wégria      | Belgique    | Attaquant         | 4/11/1936         | 1954-1965            | 0 (0)             | 94   | 0      | 0      |
| Michaël Wiggers    | Belgique    | Défenseur         | 8/02/1980         | 1997-2003            | 132 (0)           | 8    | 13     | 1      |
| Vina Long Willemin | Belgique    | ?                 | 8/01/1982         | 2001-2002            | 1 (0)             | 0    | 0      | 0      |
| Arnaud Winandts    | Belgique    | Défenseur         | 5/12/1985         | 2005-2010, 2011-2019 | 154 (0)           | 4    | 16     | 0      |
| Michel Wintacq     | Belgique    | Défenseur         | 2/10/1955         | 1979-1983            | 88 (88)           | 17   | 13     | 0      |

## X
| Joueur            | Nationalité | Position | Date de naissance | Période(s) | Matches (dont D1) | Buts | Jaunes | Rouges |
| ----------------- | ----------- | -------- | ----------------- | ---------- | ----------------- | ---- | ------ | ------ |
| Jules Xhignesse   | Belgique    | ?        | ?                 | 1903-1910  | 0 (0)             | 0    | 0      | 0      |
| Raymond Xhignesse | Belgique    | ?        | ?                 | 1904-1910  | 0 (0)             | 0    | 0      | 0      |

## Y
| Joueur        | Nationalité | Position | Date de naissance | Période(s) | Matches (dont D1) | Buts | Jaunes | Rouges |
| ------------- | ----------- | -------- | ----------------- | ---------- | ----------------- | ---- | ------ | ------ |
| Désiré Yans   | Belgique    | ?        | ?                 | 1945-1952  | 0 (0)             | 0    | 0      | 0      |
| Gokhan Yilmaz | Belgique    | ?        | 8/02/1980         | 1998-1999  | 1 (0)             | 0    | 0      | 0      |

## Z
| Joueur           | Nationalité | Position          | Date de naissance | Période(s)      | Matches (dont D1) | Buts | Jaunes | Rouges |
| ---------------- | ----------- | ----------------- | ----------------- | --------------- | ----------------- | ---- | ------ | ------ |
| Joseph Zappia    | Belgique    | Attaquant         | 24/01/1980        | 2005-2008, 2009 | 69 (0)            | 20   | 12     | 1      |
| Walter Zarnowski | Belgique    | Gardien de but    | 21/05/1969        | 1995-1996       | 3 (0)             | 0    | 0      | 0      |
| Gilbert Zenthner | Belgique    | ?                 | 11/05/1941        | 1959-1964       | 21 (21)           | 0    | 0      | 0      |
| Karim Zouaoui    | Maroc       | Milieu de terrain | 12/11/1971        | 1995-1997       | 56 (0)            | 14   | 3      | 1      |